# Писанка

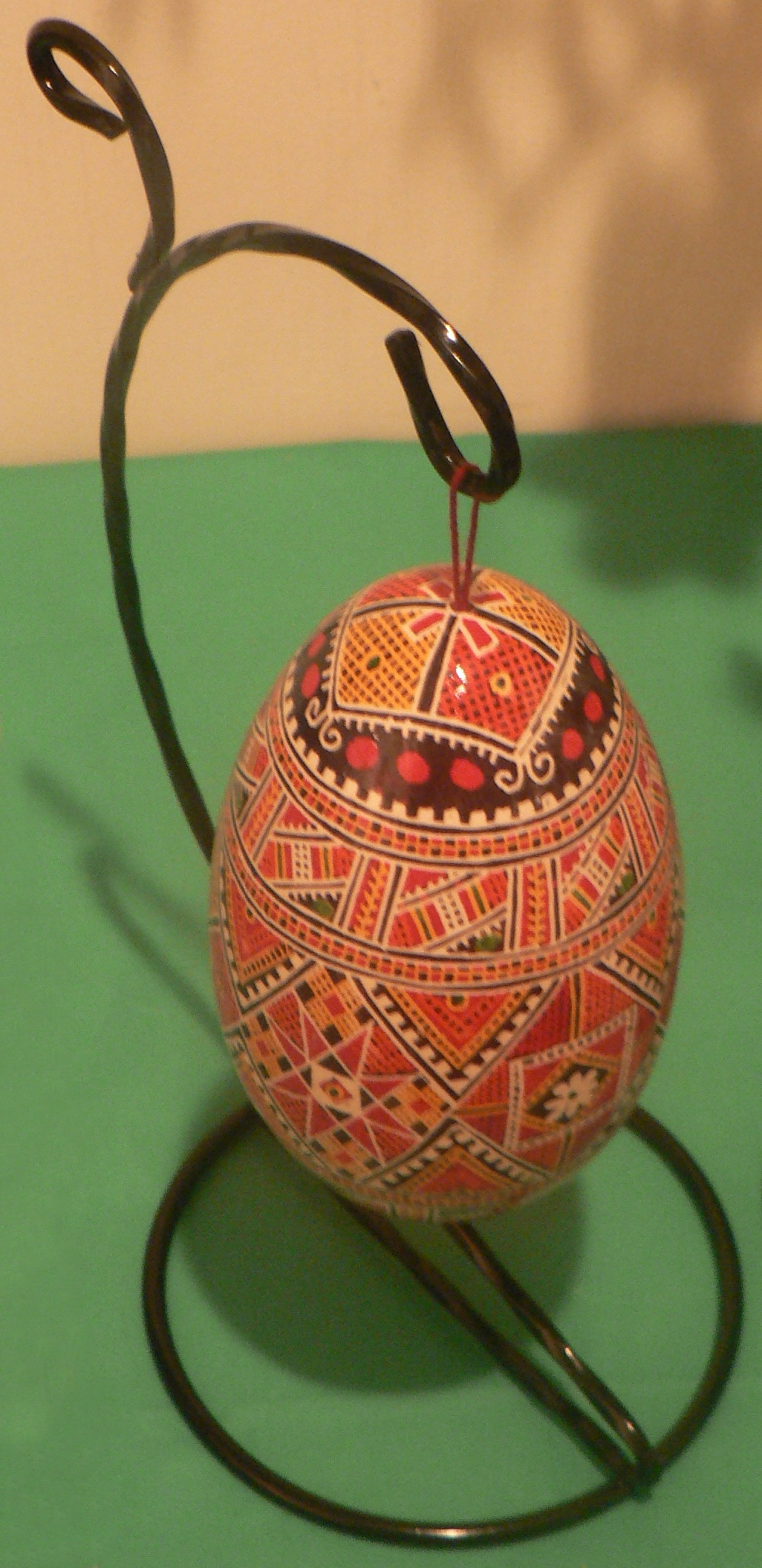
Українська писанка

Пи́санка — український різновид великодніх яєць; яйце, декороване традиційними символами, які пишуться за допомогою воску й барвників. Писанки робили з сирого яйця і використовували для ритуального дарування, тоді як крашанки — з варених яєць для ігор та їжі.
Розпис яєць поширений у багатьох народів світу, особливо серед індо-європейських народів. Наприклад, у іранців існують схожі традиції розписувати яйця на свято весни Наврез. Писанка, як і яйце взагалі, символізує початок, народження життя. З писанками і фарбованими яйцями (крашанками) пов'язано безліч легенд, повір'їв, переказів, звичаїв, традицій, обрядів, які виникли ще в язичницьку добу, видозмінювалися, а з прийняттям християнства набули нової якості — пов'язаної з дійством освячення паски під час найголовнішого християнського свята — Великодня, та символізму воскресіння Христа з майбутнім воскресінням померлих людей. Звідси і їхня узагальнена назва — «великодні яйця».
Предки сучасних слов'ян називали розписані яєчка «красними яєчками». Давніми художниками для декорування писанок використовувались саморобні фарби, які виготовлялись з кори та плодів дерев, трав і квітів. Сучасні писанки можуть створюватися в різноманітних техніках, зокрема з використанням синтетичних барвників.

## Історія
На теренах України культові яйця знайдені в похованнях скіфів, у Східному Криму (IV ст. до н. е.). Найраніші знайдені писанки на території Київської Русі датуються XI—XIII ст. Вони були глиняними моделями яєць, декорованими поливами. Ці писанки були порожнисті та використовувалися як брязкальця. Аналогічні вироби знайдено на території Польщі та Скандинавії. Всього знайдено понад 100 таких керамічних писанок, які за особливостями оздоблення поділяються на південні (київські) та північні (новгородські). Південні покриті жовтою, зеленкуватою, рідше брунатною поливою на буро-коричневому, зеленому, рідше жовтому тлі. Північні — буро-чорні з металевим полиском і жовтим або зеленим узором. Найбільше керамічних писанок виявлено в жіночих похованнях Середнього Подніпров'я. Подібні брязкальця — поширений предмет, призначений відганяти звуком злі сили. Розписаних культових пташиних яєць часів Русі не знайдено, проте вони виготовлялися на території Польщі (м. Ополє) в X ст. Можливо, що традиція фарбувати пташині яйця була принесена на Русь пізніше.
Знахідки давніх писанок пов'язані зі звичаями закопувати яйця на ниві задля врожаю, чи класти їх у поховання з метою вшанувати батьків і дідів, або отримати від них заступництво. З часом писанки стали виключно великоднім атрибутом, який, послаблюючи первісне релігійне значення, зберіг естетичне. Природні фарби не дуже тривкі, тому з часом вицвітають. Проте про забарвлення древніх писанок відомо завдяки тому, що в порах шкаралупи зберігається початковий колір. Писанка вважається найпродуктивнішим видом українського мистецтва XIX ст., оскільки розписані яйця масово виготовлялися на кожен Великдень.
Оскільки писанка в Україні тісно пов'язана з релігійними обрядами, в радянський період писанкарство тривалий час висвітлювалося як зникла традиція; писанки виставлялися як музейні експонати давнини. Натомість виготовлялися сувенірні дерев'яні писанки. У центральних і східних областях України це ледь не призвело до знищення народного писанкарства. У час, коли в Україні традиція була під загрозою знищення, писанка розвивалася українською діаспорою в Канаді і США. Видавалися фотоальбоми, випускалися поштові марки, під впливом активної пропаганди писанкарства з боку українських емігрантів цим мистецтвом захопилися також американці не українського походження.
Інтерес до виготовлення писанок, як і до інших народних традицій, відновився за десятиліття незалежності. У 1992 році відбувся Міжнародний з'їзд писанкарів, було видано методичні посібники.
В серпні 2013 року у центрі Львова було знайдено 500-літню писанку, виконану на шкаралупі яйця. У вересні того ж року під час розкопок на березі Хрінницького водосховища було знайдено глиняну писанку-брязкальце, виготовлену 950 років тому.

## Традиційна символіка писанки

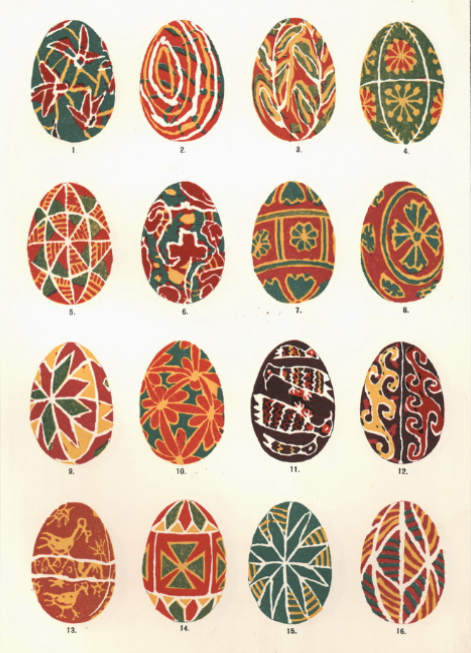
Деякі орнаменти писанок, зібрані в 1899 році Катериною Скаржинською

Яйце — всесвітньо поширений символ зародження життя. В міфологіях багатьох народів саме з яйця виникає світ. Також яйце часто символізує переродження, воскресіння, оскільки з нього — яке виглядає неживим, зрештою виходить жива істота.
Традиційна символіка кольорів писанки:
- Червоний — радість, любов до ближнього;
- Помаранчевий — сила, гостинність;
- Жовтий — небесний вогонь, сонце, місяць, зорі, врожай;
- Зелений — рослини, весна, надія;
- Блакитний — небо, вода, дощ, здоров'я, добрі побажання;
- Фіолетовий — віра;
- Коричневий — земля;
- Чорний — вічність, вшанування предків;
- Білий — чистота.

Поширені символи на писанках:
- Олень — влада, визнання;
- Крапки — сльози Діви Марії;
- Баран — багатство;
- Замкнена стрічка — невпинність життя;
- Трикутник — Божа Трійця;
- Грабельки — процвітання;
- Риба — християнство (акронім Ίχθύς, риба — перший символ християнства);
- Півень — родючість;
- Сітки — послідовники Христа (зокрема Петро та Андрій, яких Христос зустрів, коли ті рибалили);
- Метелик — воскресіння;
- Злаки — добре здоров'я;
- Ружа — любов;
- Драбина — віряни;
- Вічнозелене дерево — молодість.

«Яйце птаха взагалі, — писав Сергій Килимник, — це зародень життя, символ бога сонця; воно в давнину символізувало — добро, радість, щастя, любов, достаток, успіх, прихилення добрих сил, захист людини від лихих сил».
Більшість українських писанок мають симетричний поділ надвоє, начетверо і т. д. за меридіанними та паралельними лініями. Поділ навскоси рідкісний. На Київщині малюнок крупний, такий самий на Тернопільщині, Закарпатті. А на писанках Гуцульщини — дрібний.
Із запровадженням християнства змінюється поступово і символіка писанки. Вона стала символом радості і віри у Воскресіння Ісуса Христа як символу всепрощення.
У народній медицині ними «викачували» хвороби. Свячені писанки закопували у землю (на високий врожай), клали у домовину, у ясла для худоби. Лушпиння із писанки кидали «на щастя» на дах оселі та ін.
Писанкам Одещини притаманні яскраві й насичені кольори: червоний, жовтий і зелений. Херсонщині притаманний рожевий колір, водночас рідко трапляються синій та фіолетовий кольори.

### Сучасна символіка

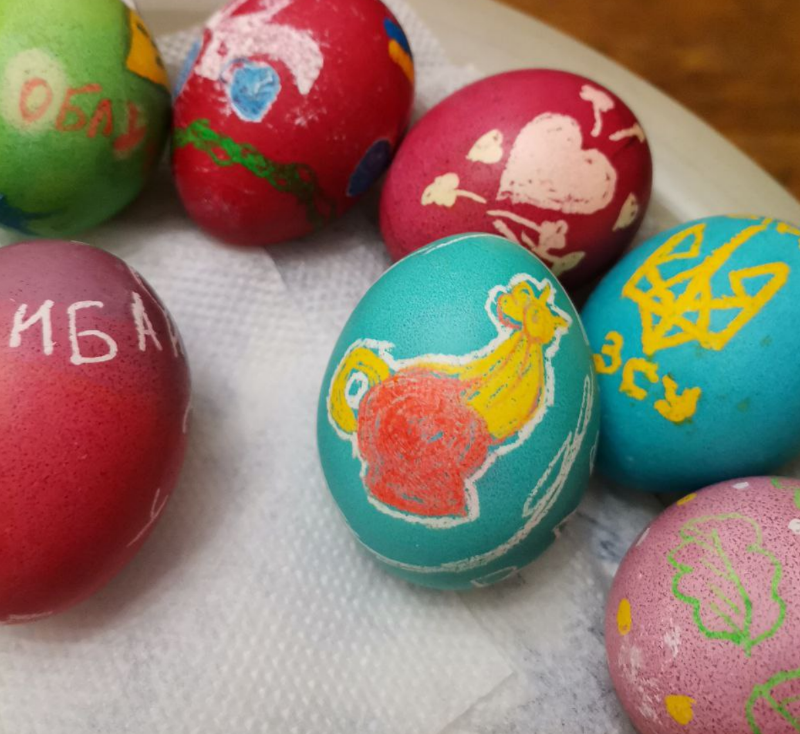
Півник васильківської майоліки на писанці

На писанках також зображають сучасні символи, меми та написи. З початком повномасштабного вторгнення Росії 2022 року зображення набули патріотичного змісту. Зустрічаються тризубці, півник васильківської майоліки, тракторці (що тягнуть бронетехніку), написи «Ой у лузі», «За волю України», «Вірю в ЗСУ» тощо. Тренд на писанки також поширився на іноземних дизайнерів, що створюють такі писанки з переосмисленням їхньої символіки.

## Технологія виготовлення

### Матеріали та виконання
Українська писанка є різновидом декоративно-ужиткового мистецтва. Для виготовлення писанок в цілому придатні будь-які сирі пташині яйця, але здебільшого використовуються яйця домашніх птахів: курячі, гусині, індичі. Також для цього придатні яйця африканських страусів та ему. Найчастіше використовуються курячі, оскільки саме ці яйця мають зручний розмір та однотонне забарвлення.
Перед початком розпису яйце можна просвітити перед яскравим джерелом світла, щоб виявити приховані тріщини чи потовщення. Майбутня писанка очищується шматком тканини та водою чи розчином води й оцту. Потім рідкий вміст яйця можна видути крізь пробиті з обох кінців маленькі отвори: повітря вдувається в один отвір, виштовхуючи білок і жовток з іншого боку. Як правило видуваються виставкові писанки, які не передбачається потім розбивати. Якщо на довго лишити вміст такої писанки, він з часом розкладається, поширюючи сморід.
Часто на яйце спершу наноситься олівцем розмітка візерунку, а сам візерунок виконується розплавленим натуральним бджолиним воском. Для розпису яєць використовується писачок — невеличка дерев'яна паличка, на якій тим чи іншим способом закріплюється невеликий резервуар для розплавленого воску з кінчиком для малювання, діаметр якого відповідає обраній техніці розпису та розміру деталей. Віск кладуть у невелику керамічну посудину. Посудину з воском ставлять до вогню в печі чи на розсіювач тепла на невеликий вогонь газової плити. Віск повинен бути гарячим, але не доведеним до кипіння.
Коли малюнок воском завершено, яйце кладеться в посудину з барвником. Найпоширеніший традиційний барвник отримується з сухого лушпиння цибулі, яке вариться в воді. За сучасності також використовуються анілінові барвники для тканин, оскільки вони добре тримаються на шкаралупі, на відміну від багатьох харчових барвників. Порошкоподібний барвник висипається в воду, куди потім на кілька хвилин кладеться яйце, після чого просушується.
Під воском тимчасово приховується натуральне забарвлення яйця чи нанесена барва. Щоб отримати двоколірну писанку, достатньо один раз нанести та зняти віск. Три- й більш колірні потребують кількаразового послідовного нанесення воску та фарбування на різних ділянках. Щоб зняти віск, писанка кладеться в теплу воду чи тримається поблизу вогню, завдяки чому віск розтає і витирається тканиною. Якщо писанка призначена в їжу, то віск усувається в процесі варіння яйця в посудині з цибулевим лушпинням чи іншим барвником. Наостанок писанку можна покрити лаком.
Вийшов з широко вжитку, але відомий завдяки фольклористам, інший народний спосіб виготовлення писанок. Він полягає в тому, що яйце цілком покривається воском, а потім будь-яким інструментом з гострим кінцем віск зішкрібається, оголюючи ділянки шкаралупи, які потім зафарбовуються. Потім яйце знову покривається воском і оголюються інші ділянки. Процес повторюється, поки візерунок не буде завершено.
Для практикування в писанкарстві чи для виготовлення сувенірів використовуються дерев'яні яйця, вирізьблені з явора, берези, груші, бука та інших порід дерева.

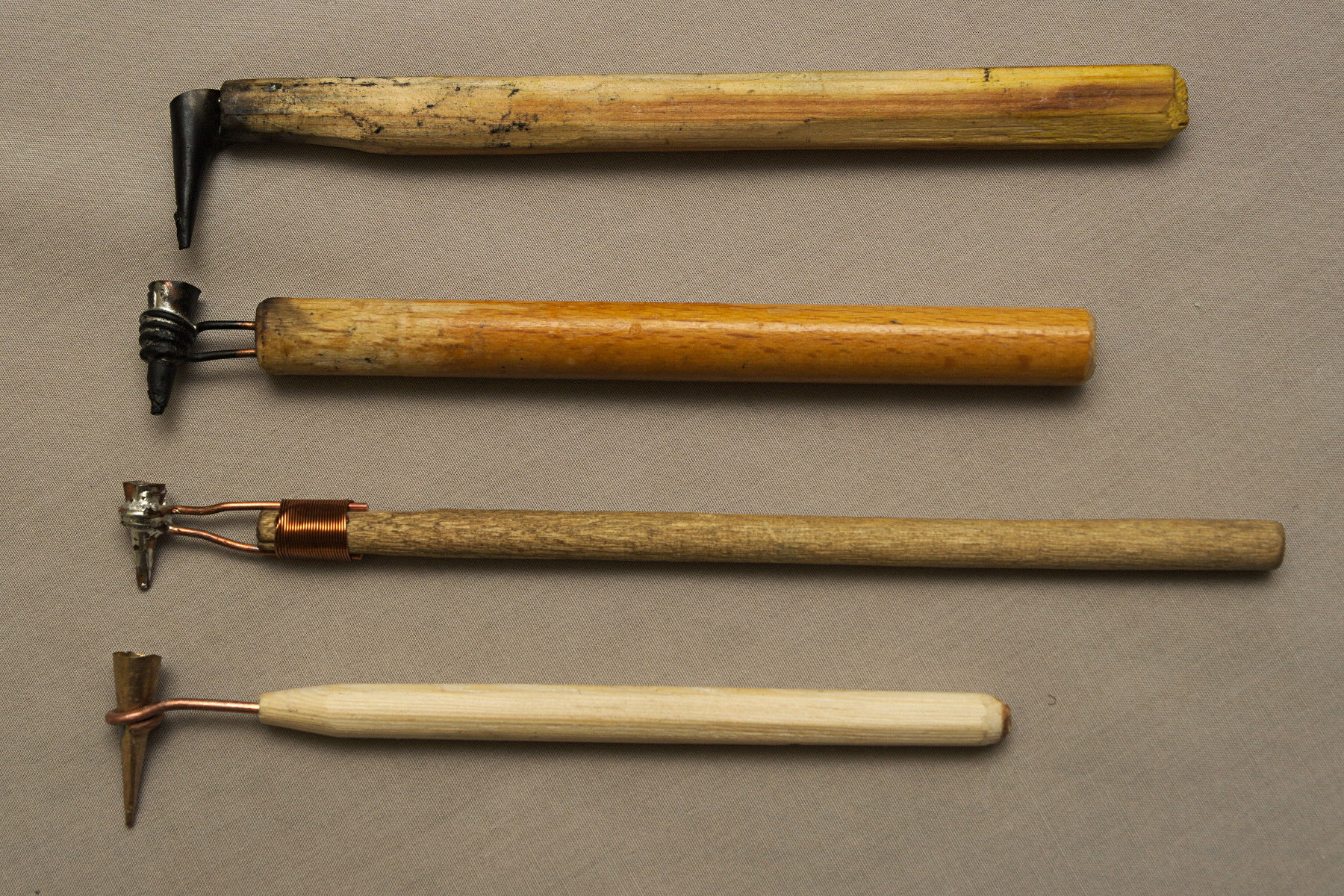
Писачки
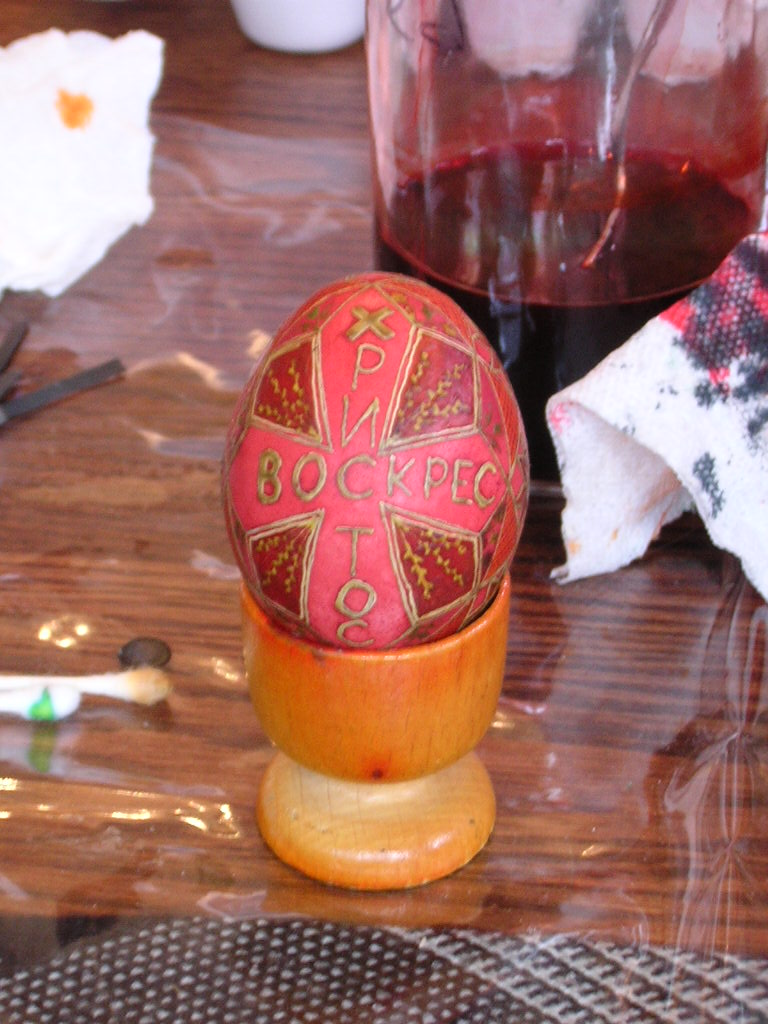
Незавершена писанка, покрита воском
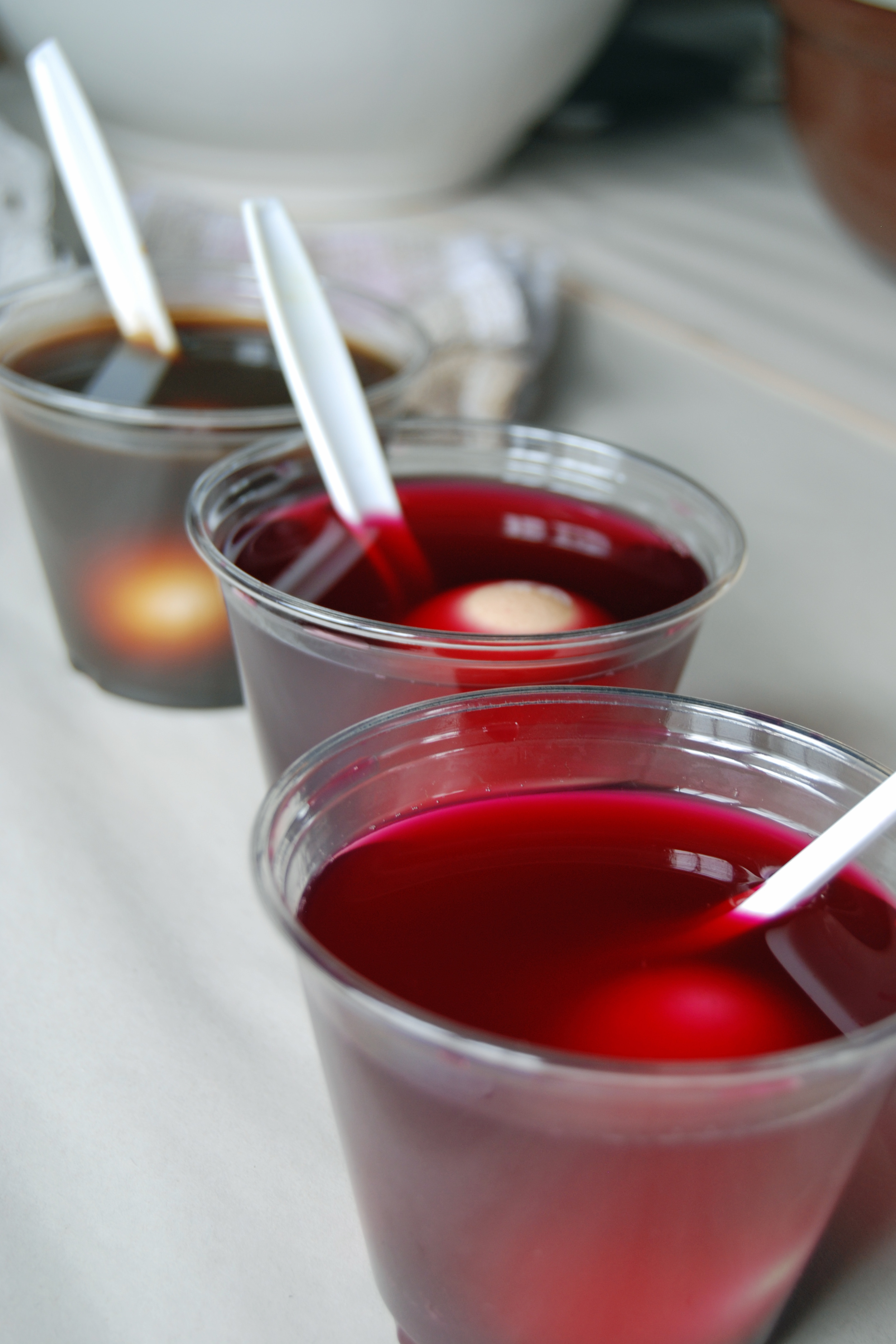
Фарбування яєць
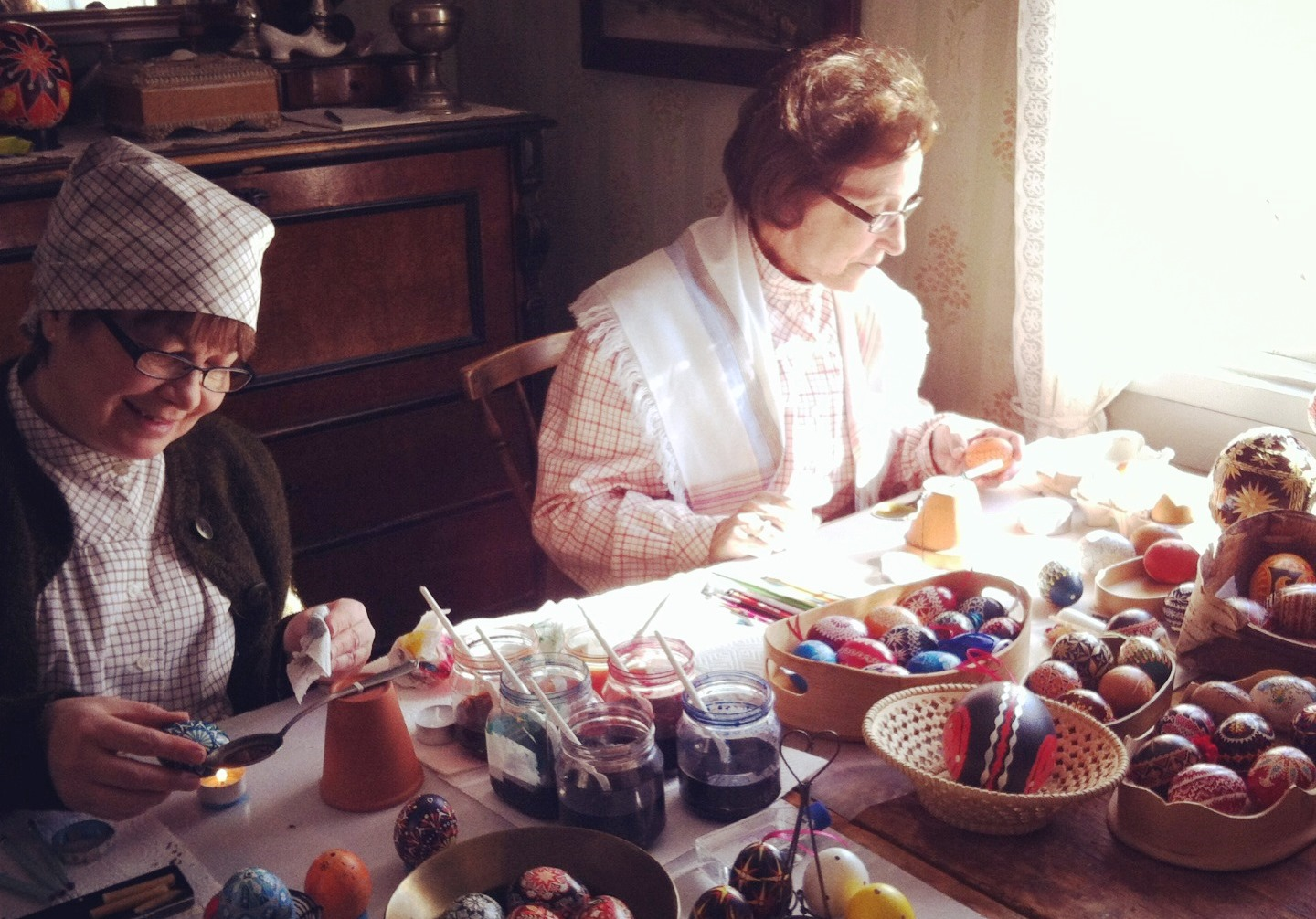
Декорування писанок фінськими майстринями
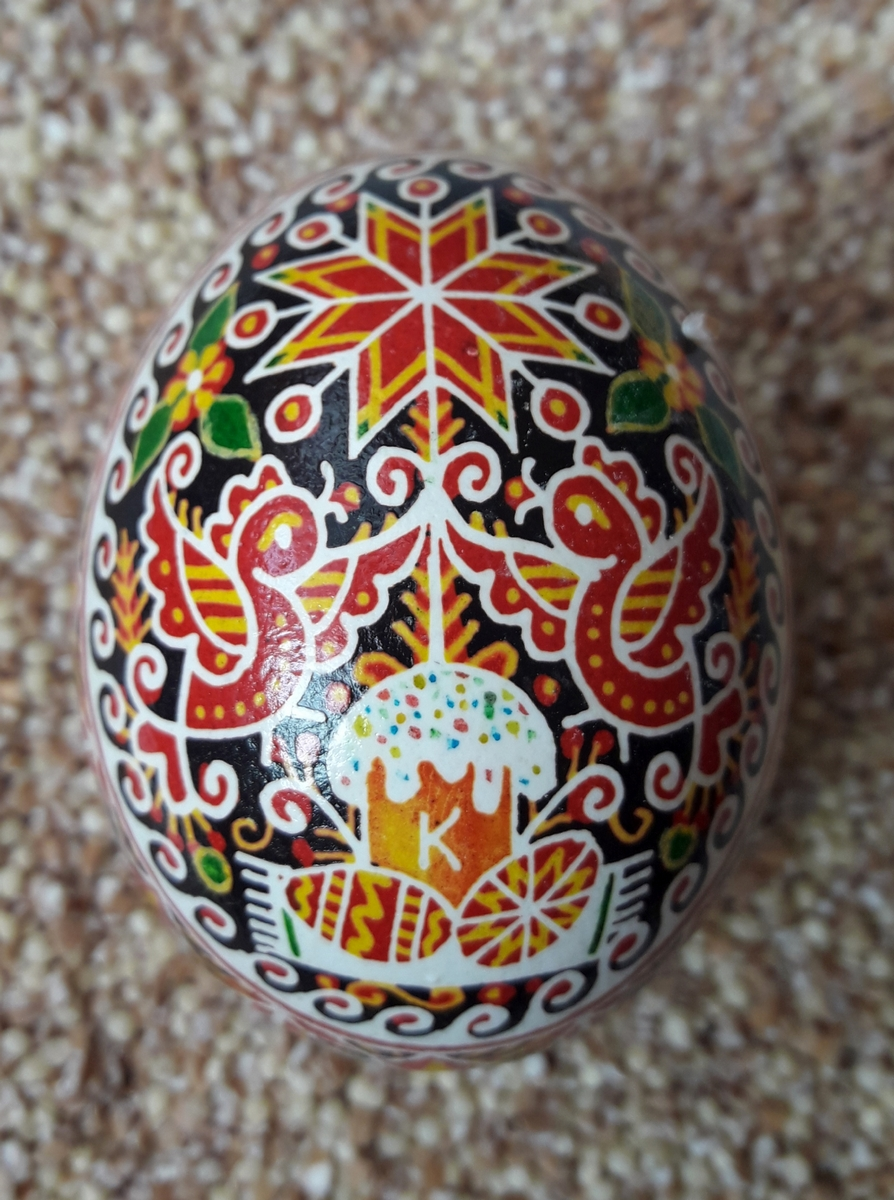
Писанка, виконана на курячому яйці
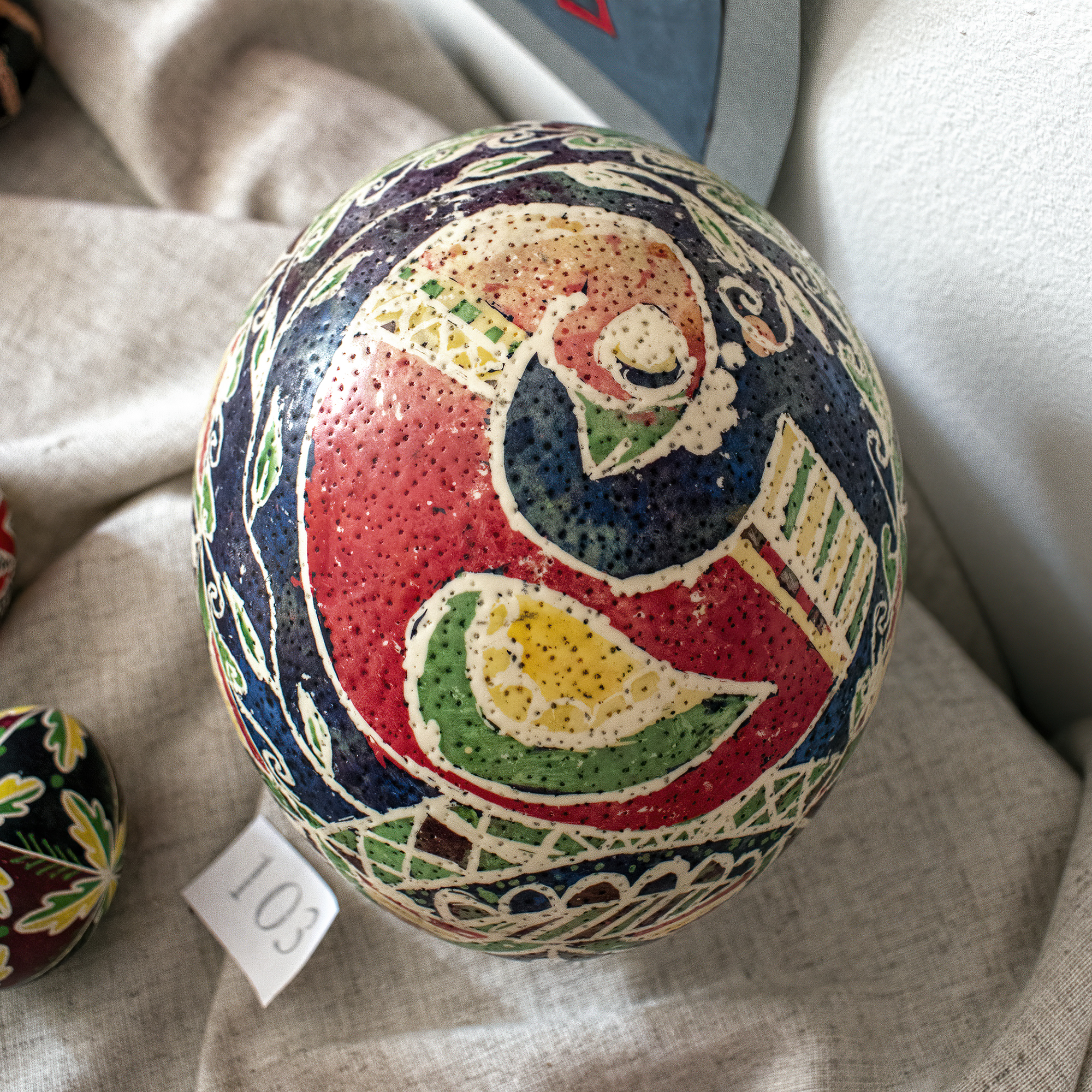
Писанка, виконана на страусиному яйці

### Фарби для писанок

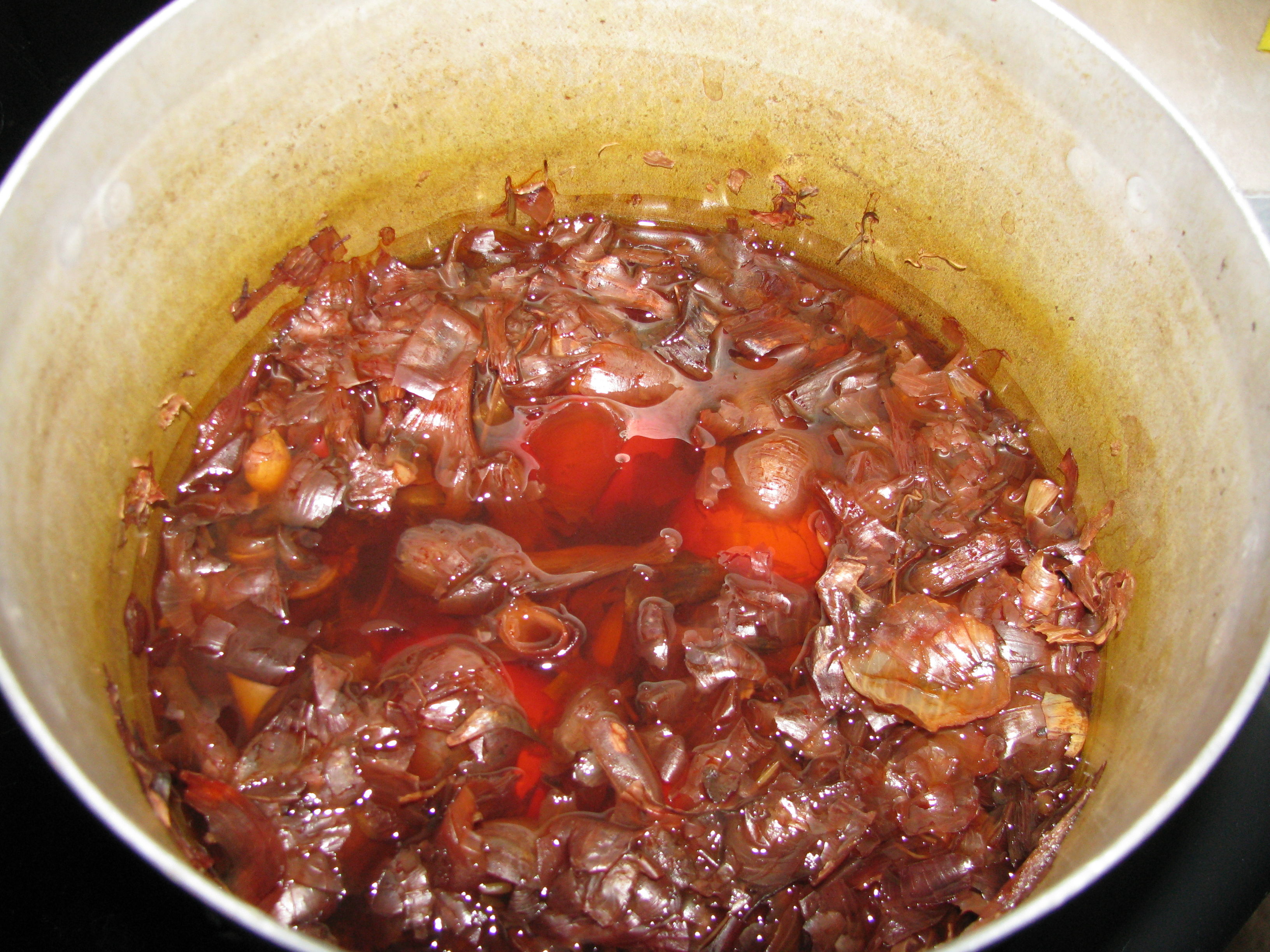
Приготування крашанок у відварі лушпиння цибулі

Фарби, які використовуються для забарвлення писанок, можуть бути як природного, так і синтетичного походження. Наприклад, жовтий колір виготовляли з кори яблуні-дички, яку відварювали і настоювали. Таку фарбу називали «яблінкою», або «жовтилом». Жовтий колір можна отримати також з гречаної соломи, а з гречаної полови — бурий. Зелений колір добували з полови конопляного насіння. Чорний колір діставали з лушпиння соняшника. Брунатний — з лушпиння цибулі або з настою дубової кори, а також з кори вільхи. Червоний — з настою звіробою. Але вже ближче до наших часів червону фарбу виготовляли з червоного або сандалового дерева, яке привозили з Бразилії українські емігранти. Трісочки цього дерева запарювали з гарячою водою і отримували гарну червону фарбу, яку називали «бразолія». До природних барвників для кращого зафарбовування обов'язково додавали галун, тому в деяких місцевостях України писанки називали галунками. Алюмінієвий галун не змінює колір фарби, лише робить його яскравішим, а залізний галун дає темні кольори. Наприклад, квітучі пагони дроку красильного з алюмінієвим галуном дають жовтий колір, а із залізним — коричневий. Кора вільхи дає відповідно червоно-коричневий і чорний кольори. Фарбовані у таких барвниках писанки не боялися світла і мали гарні ніжні відтінки.

### Українські великодні писанки

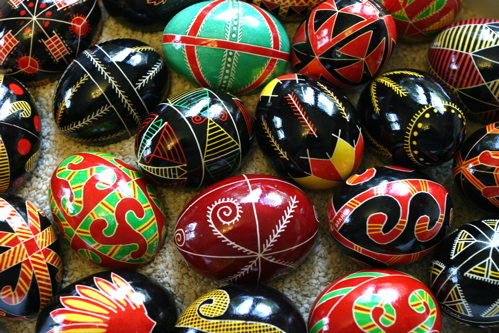
Волинські писанки, 2006
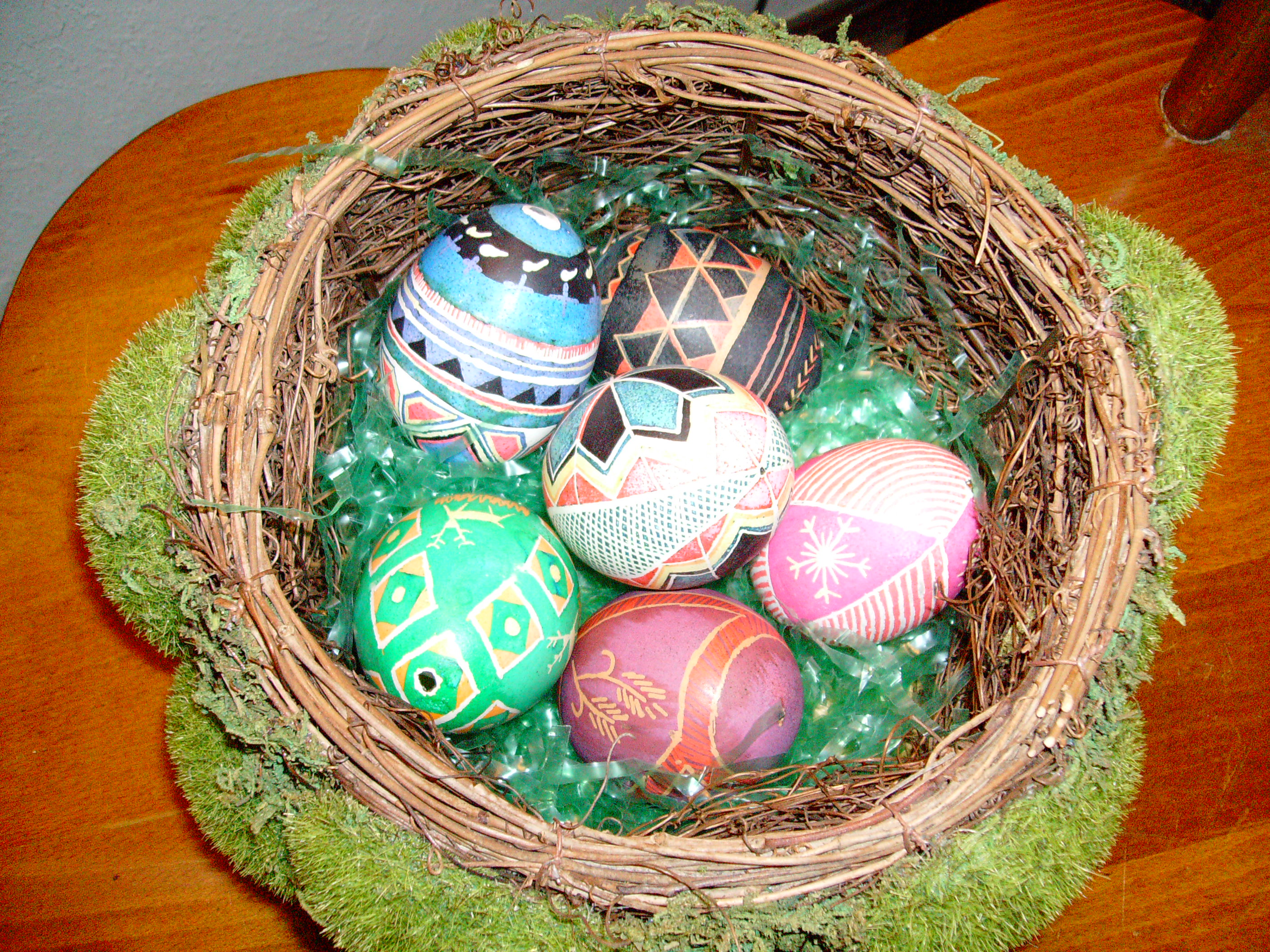
Писанки українців США, 2009
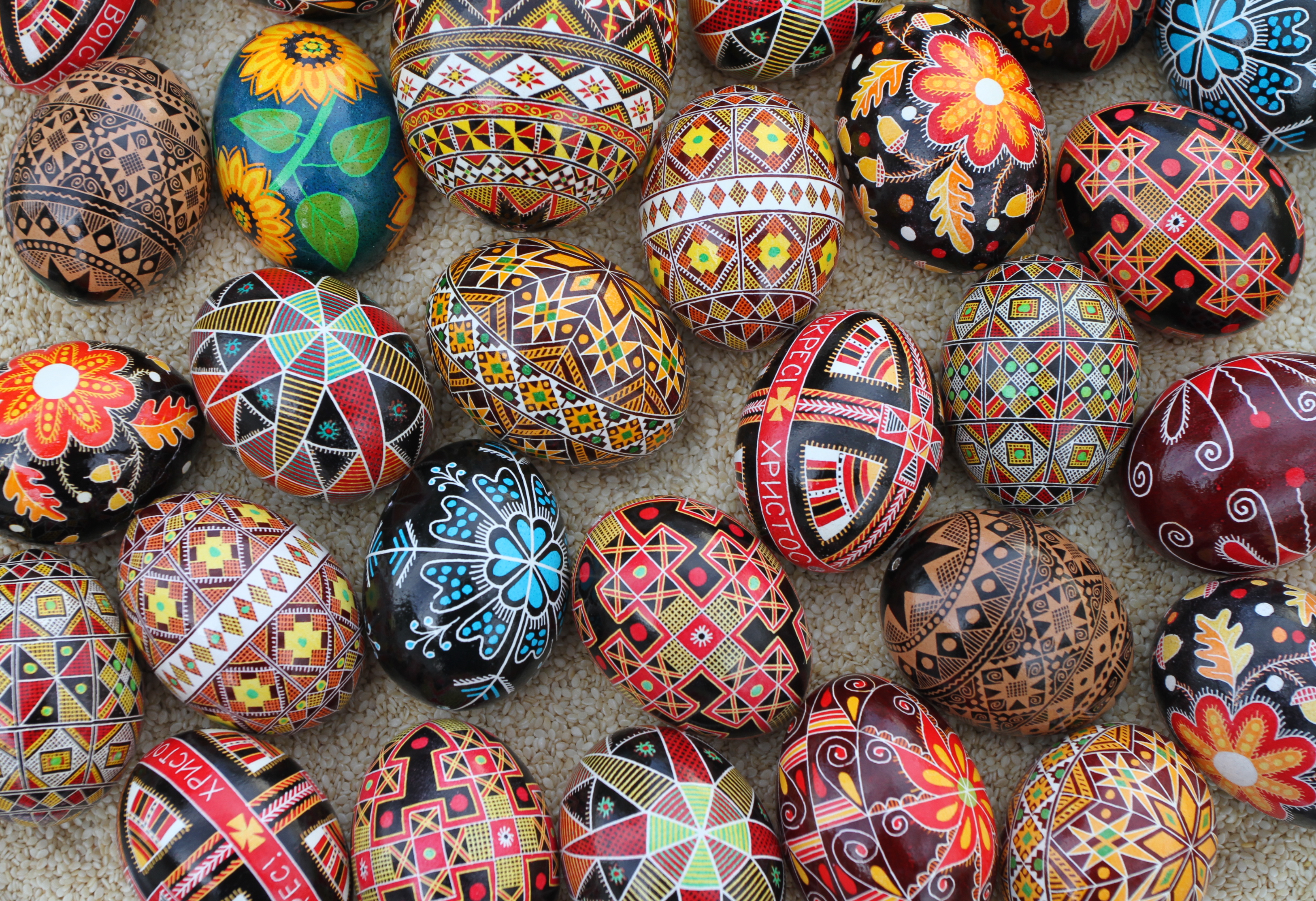
Писанки традиційні, модерні і діаспорні 2011
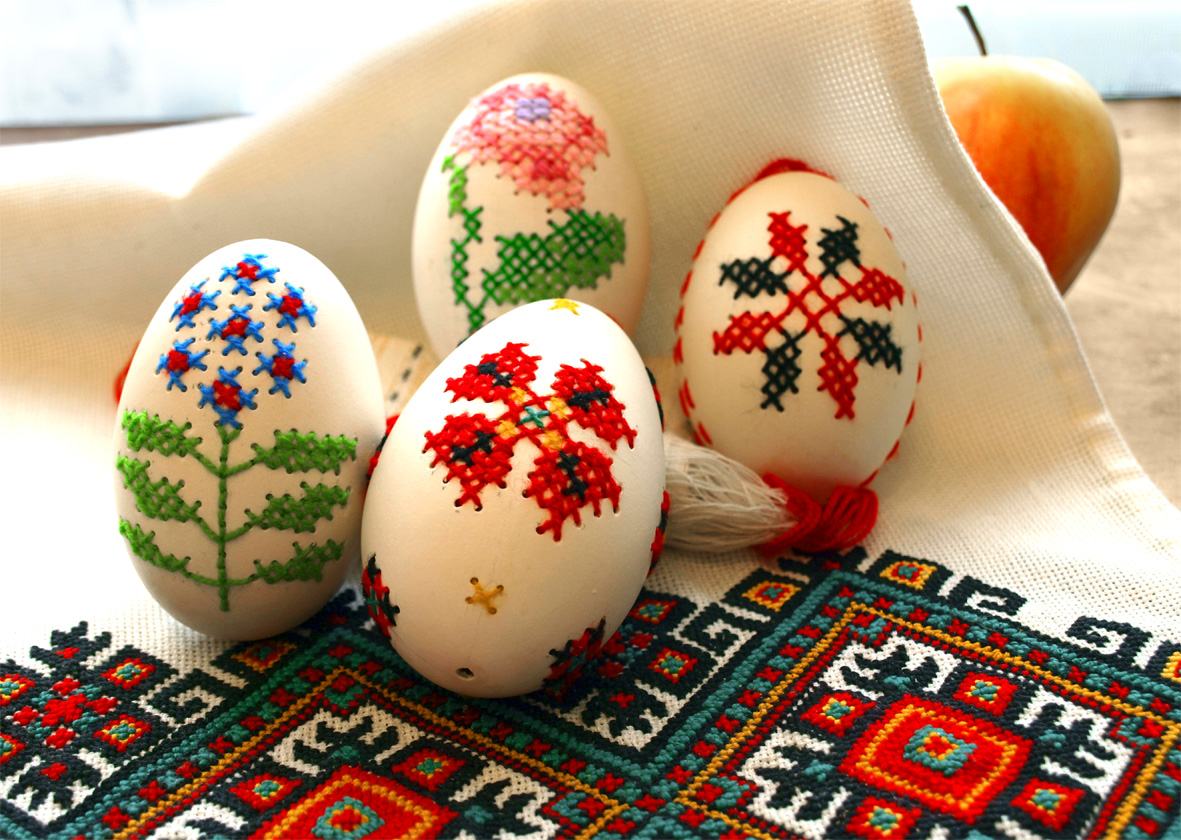
Вишиті писанки. Робота народної майстрині Луганщини Інни Форостюк

### Аналоги в народів світу

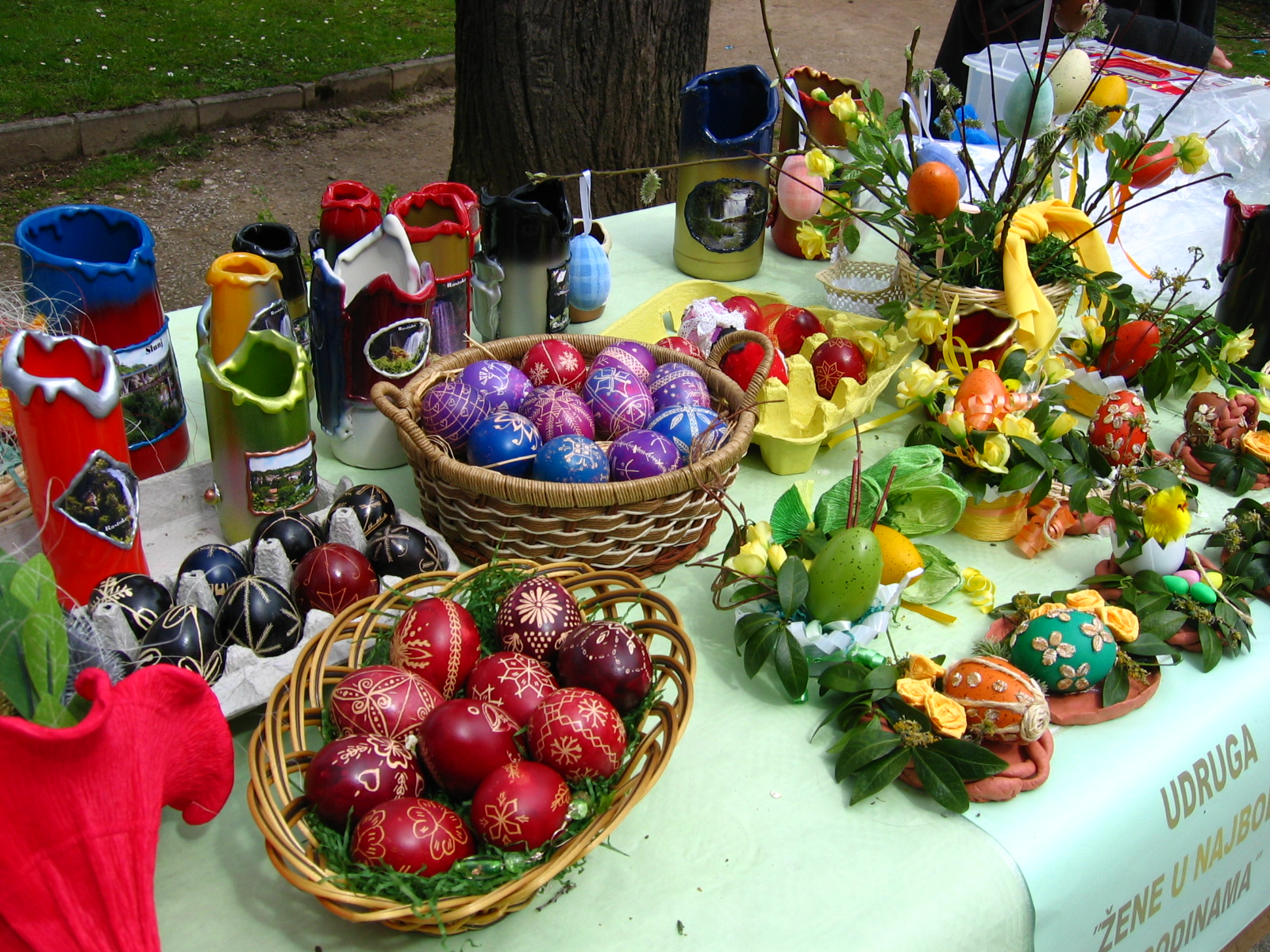
Хорватські писанки, 2006
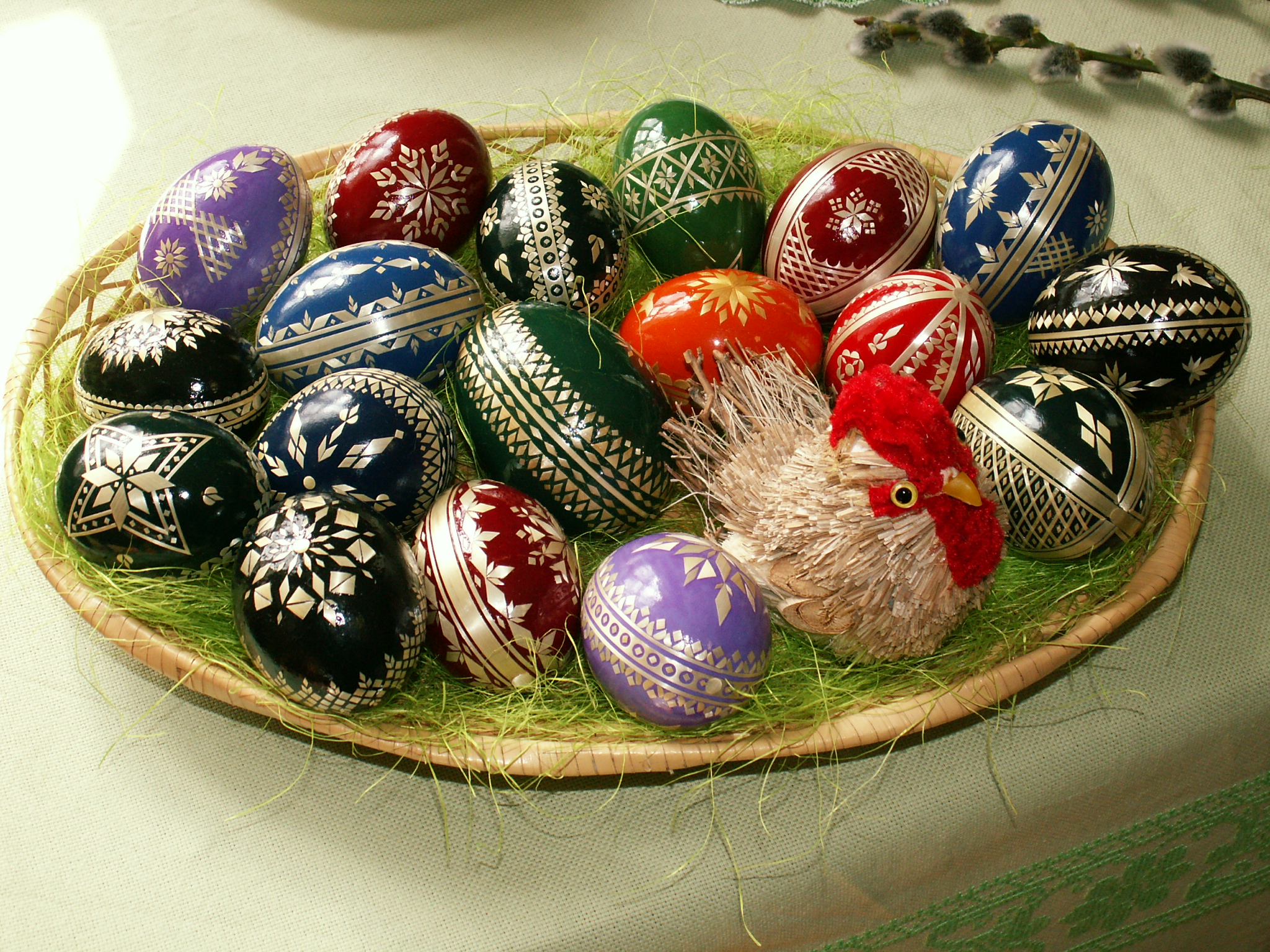
Чеські великодні яйця, декоровані соломою, 2006
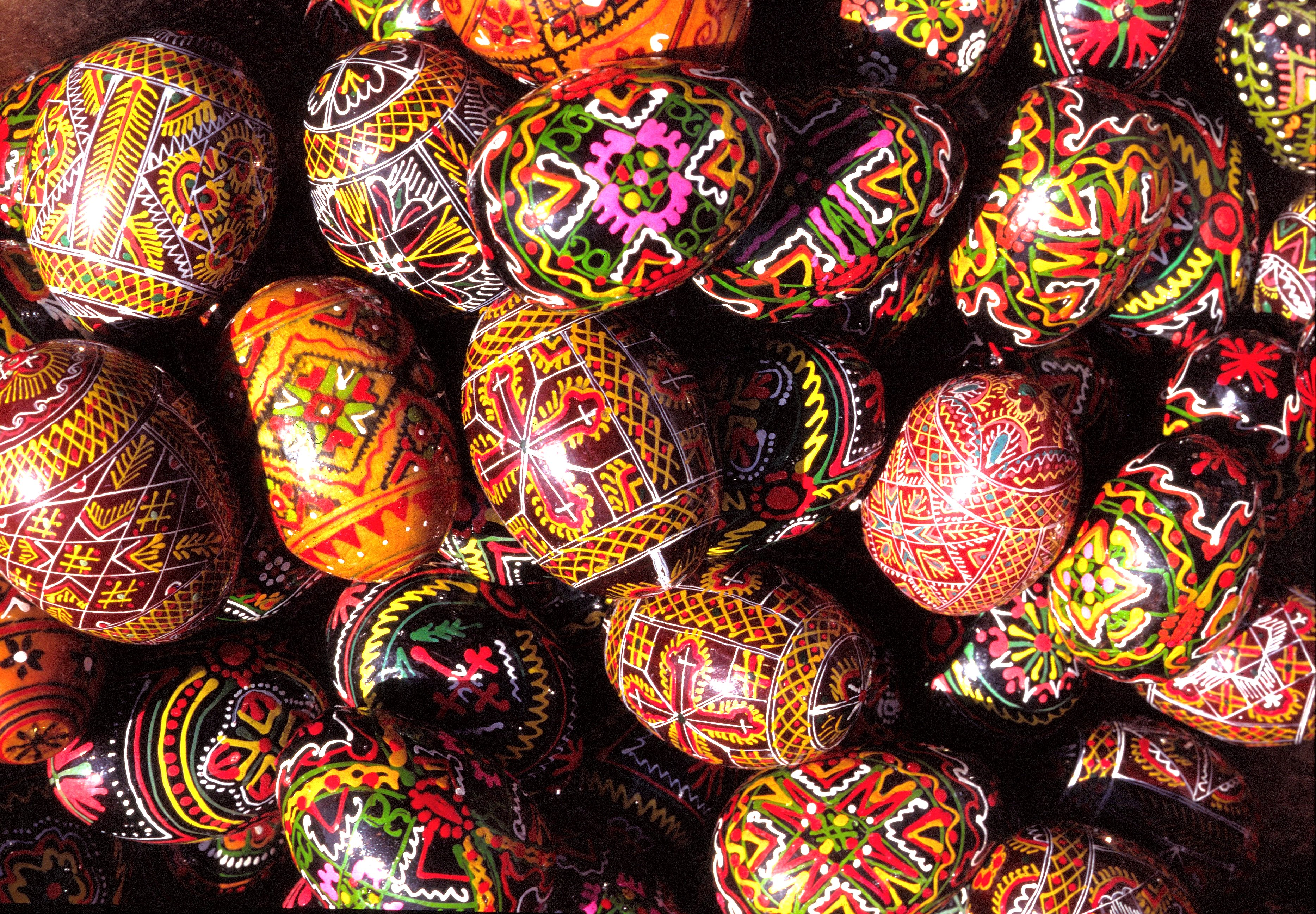
Писанки з Греції, 1999
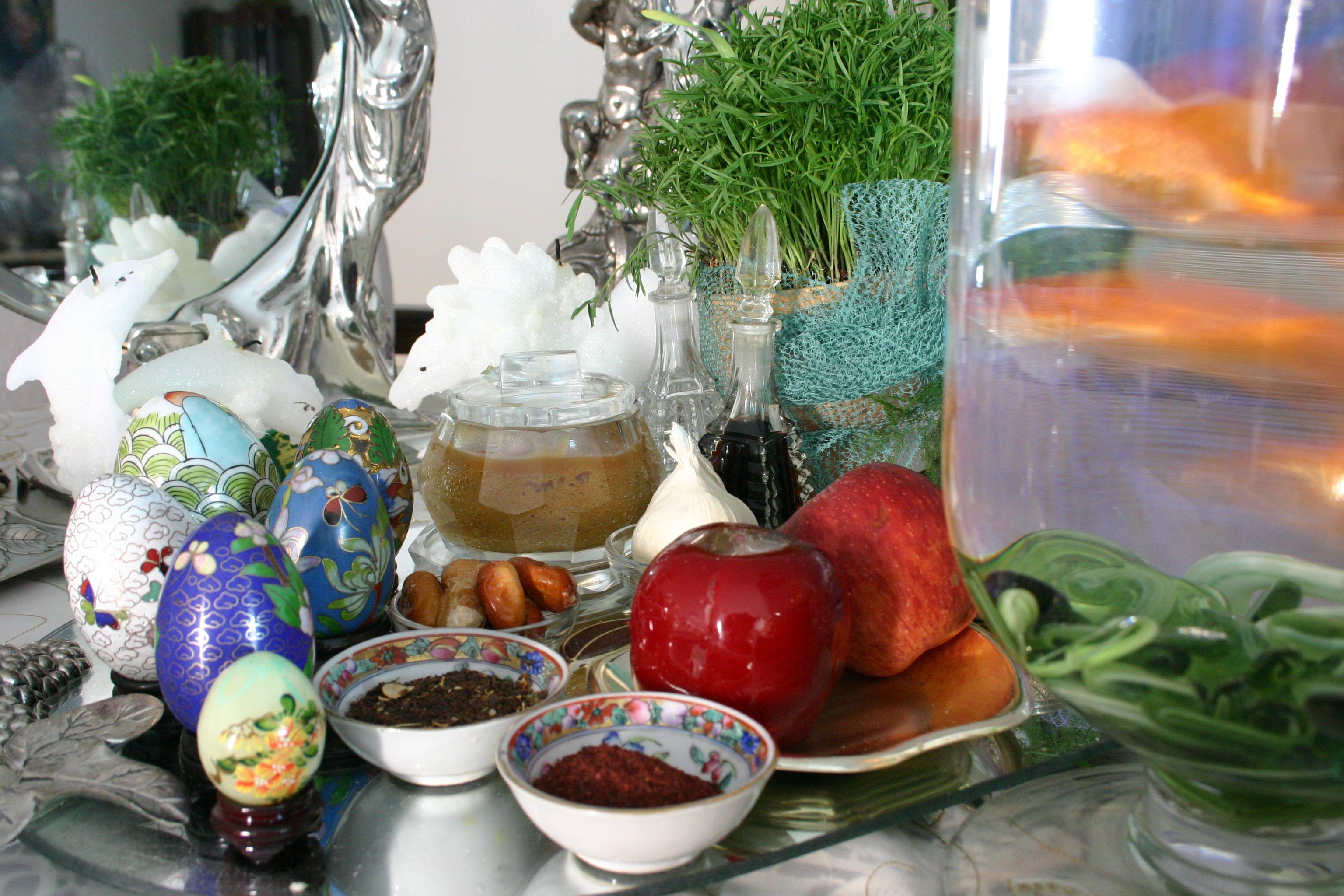
Іранські фарбовані яйця до свята Наврез
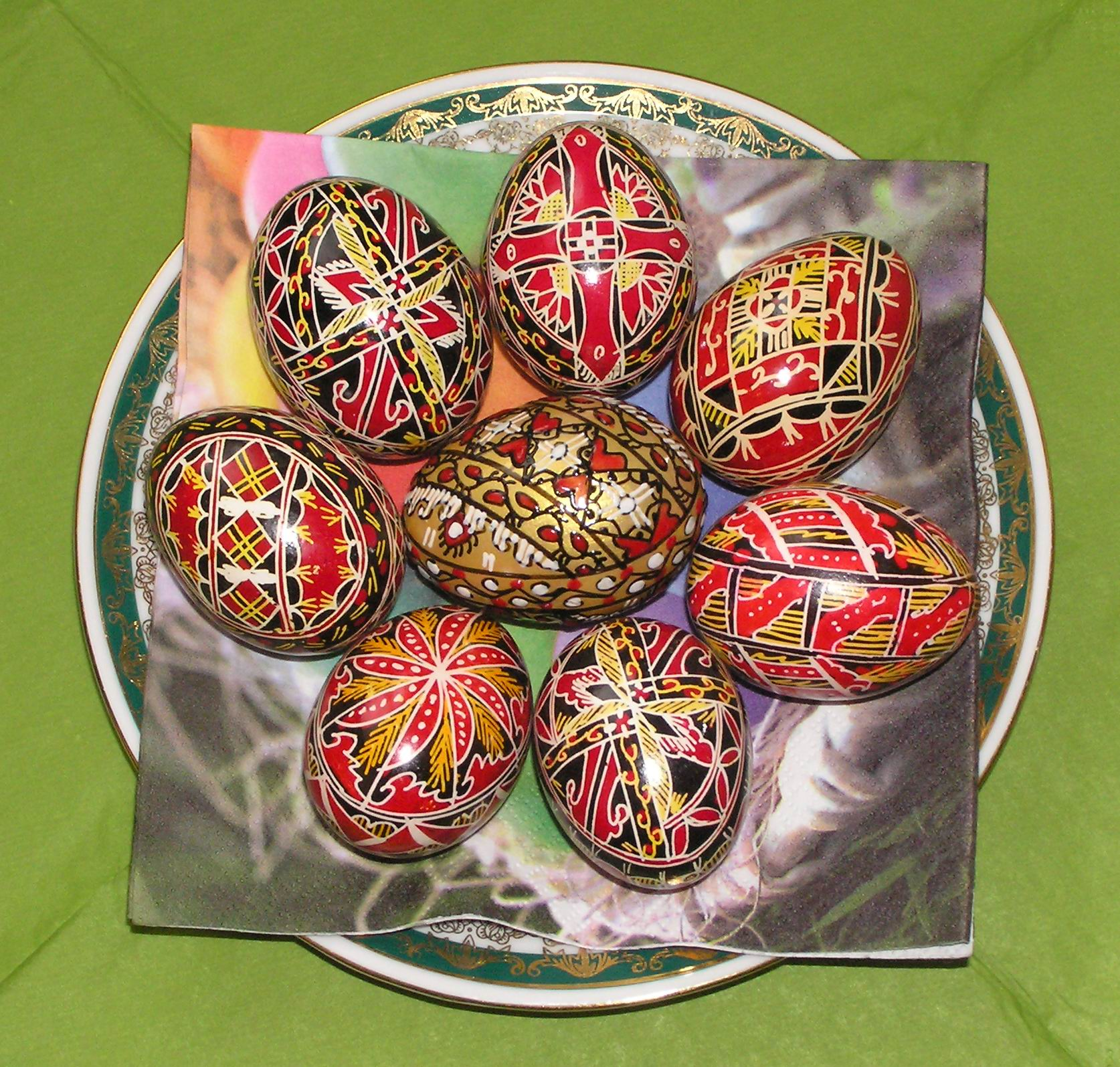
Румунські писанки (2010 рік)
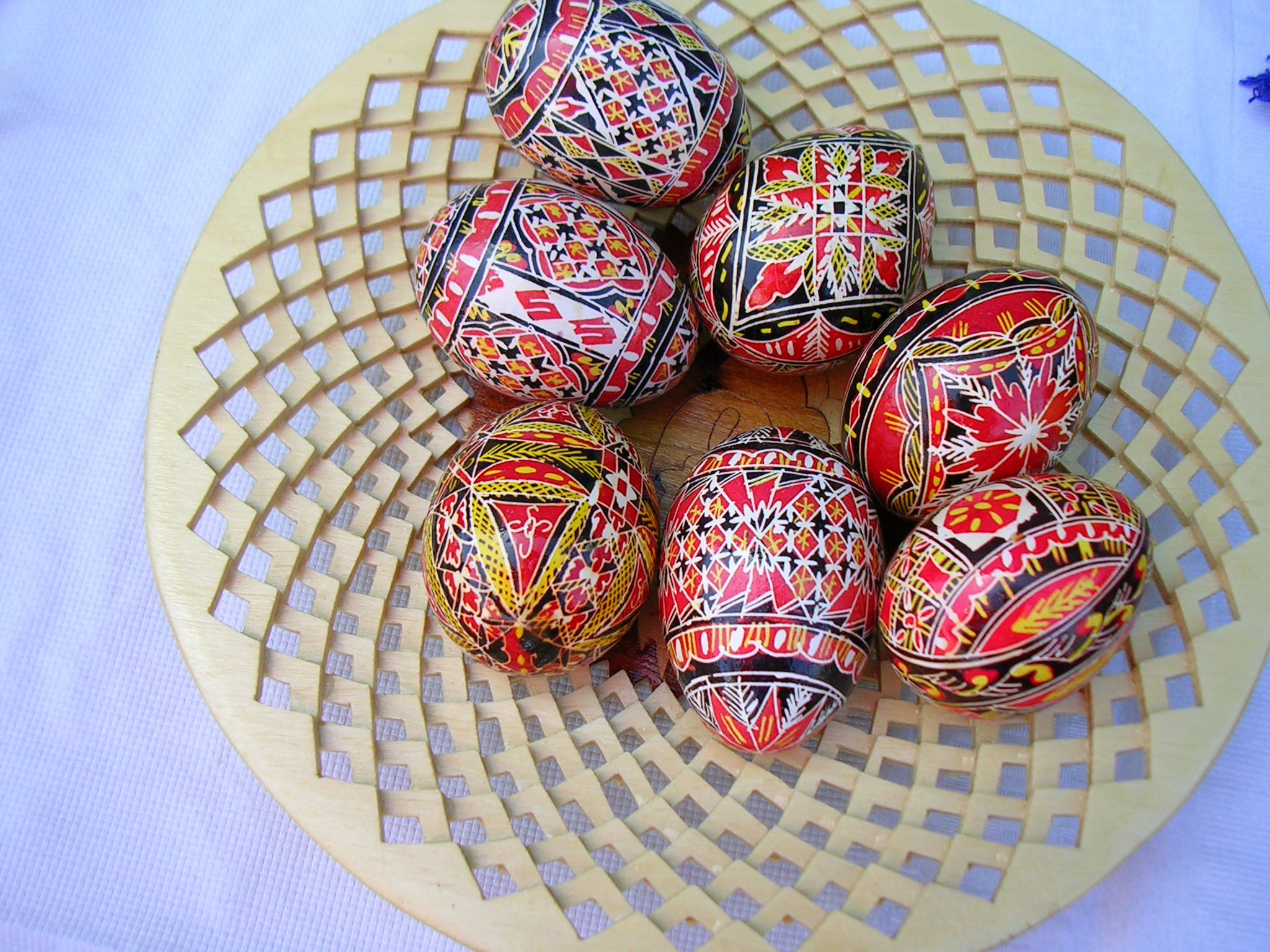
Румунські писанки
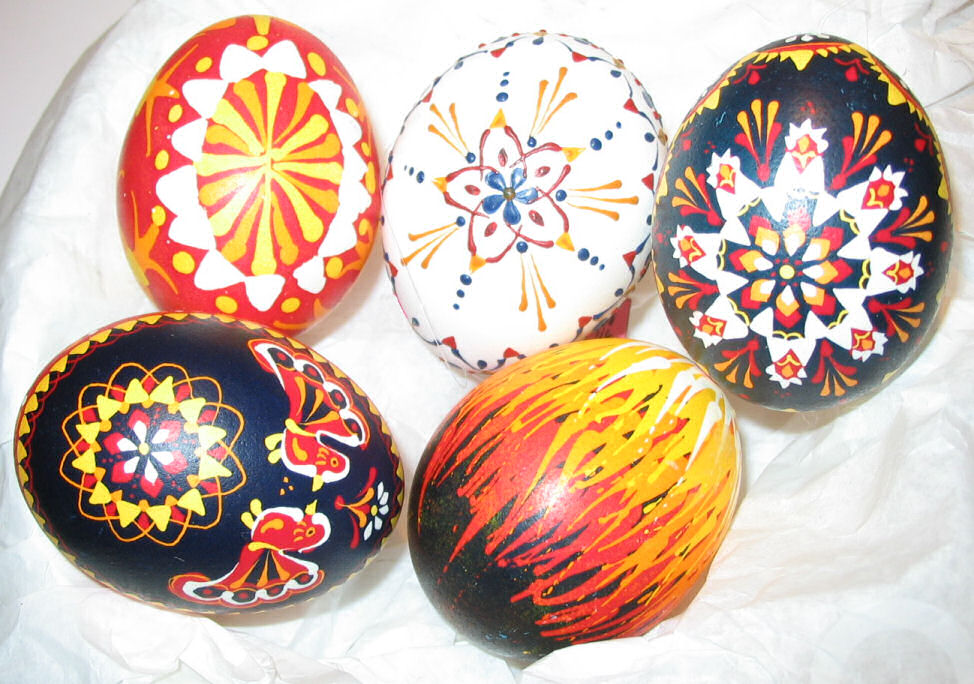
Лужицькі писанки

## Споріднені види великодніх яєць

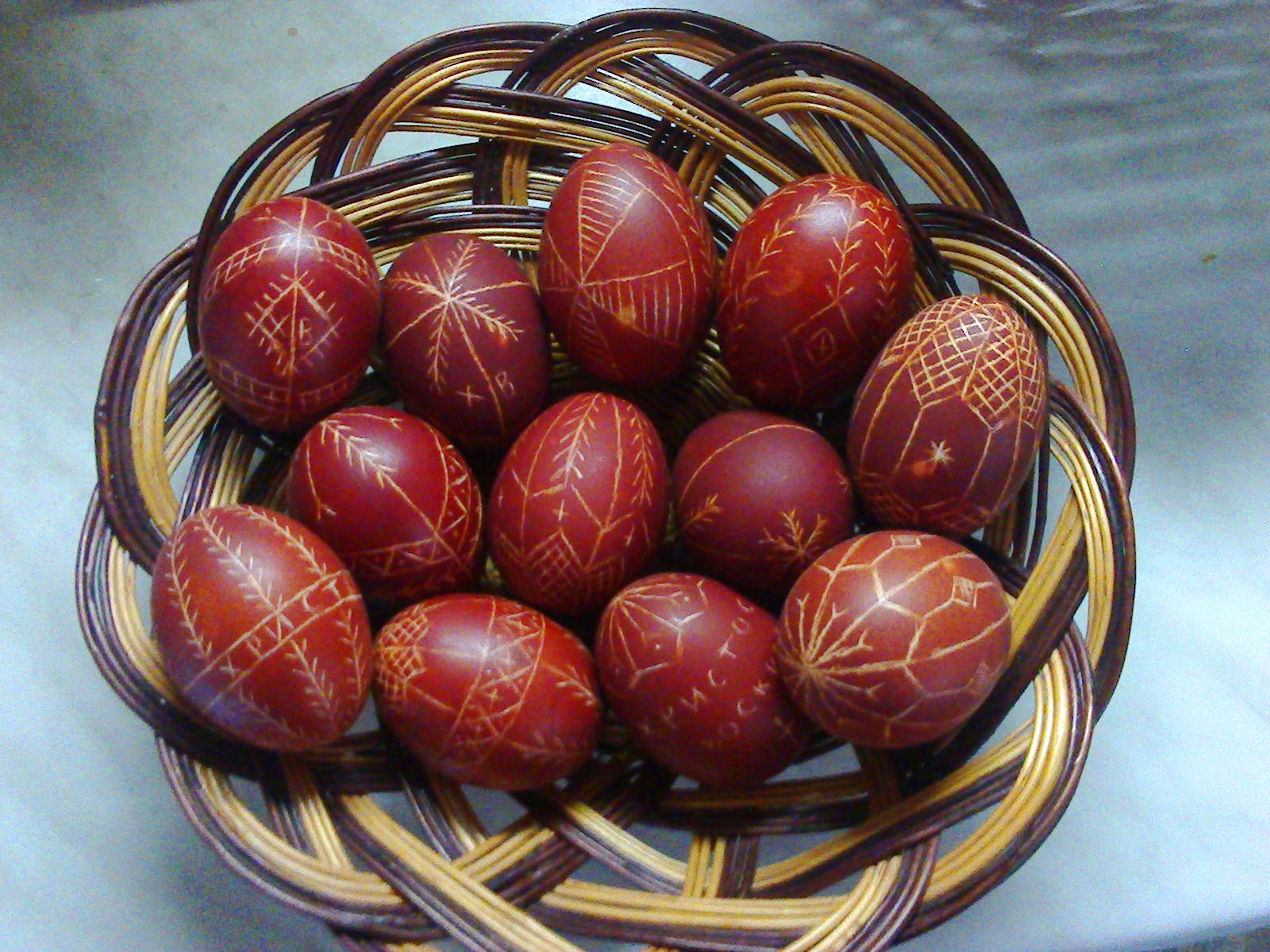
Дряпанки з орнаментом галицького стилю

Існує чотири види розписаних яєць — крапанка, дряпанка, крашанка та писанка. Кожен із цих видів має свою систему розпису.
Основою для деяких є крашанки (галунки). Для виготовлення крашанок використовують круто зварене в лушпинні цибулі яйце, яке після цього набуває жовто-коричневого кольору різної інтенсивності. Іноді до них прив'язують листочки петрушки, які залишають на шкаралупі світлі відбитки.
Для виготовлення крапанки, зачерпнувши писачком віск, закрапують ним лише місця, що повинні залишитися незафарбованими. Після цього яйце занурюють у найсвітлішу фарбу, найчастіше рожеву. Після висихання фарби поверхню яйця вкривають восковими цятками, які потім залишаться жовтими. Якщо треба залишити зелені цятки, то вмочивши сірник у зеленку, малюють зелені цятки, які покривають воском. Потім яйце занурюється у червоний барвник. На червоній фарбі закапують воском ті місця, які мають залишитися червоними. Насамкінець загальне тло забарвлюють якоюсь темною фарбою, частіше вишневою. Після цього яйце кладуть у не дуже гарячу духовку чи піч або нагрівають над свічкою. Після того, як віск розм'якає, його обережно витирають м'якою тканиною.
За відсутності писачка чи всіх фарб, можна зробити дряпанку. Для цього вибирають яйце темного кольору і зафарбовують темним барвником. Олівцем наносять орнамент. Після цього гострим предметом (голкою, шилом чи цвяхом) продряпують намальований орнамент.

## Писанки з бісером
Окремим видом нефарбованих писанок є писанки, які декоровані бісером:
- Писанки, виконані на дерев'яній основі та прикрашені в техніці бісероплетіння.

Писанки, які прикрашені традиційними орнаментами в техніці бісероплетіння виконуються майстрами з бісеру.
- Старовинні писанки-викладинки, які викладені з намистин (бісеру).

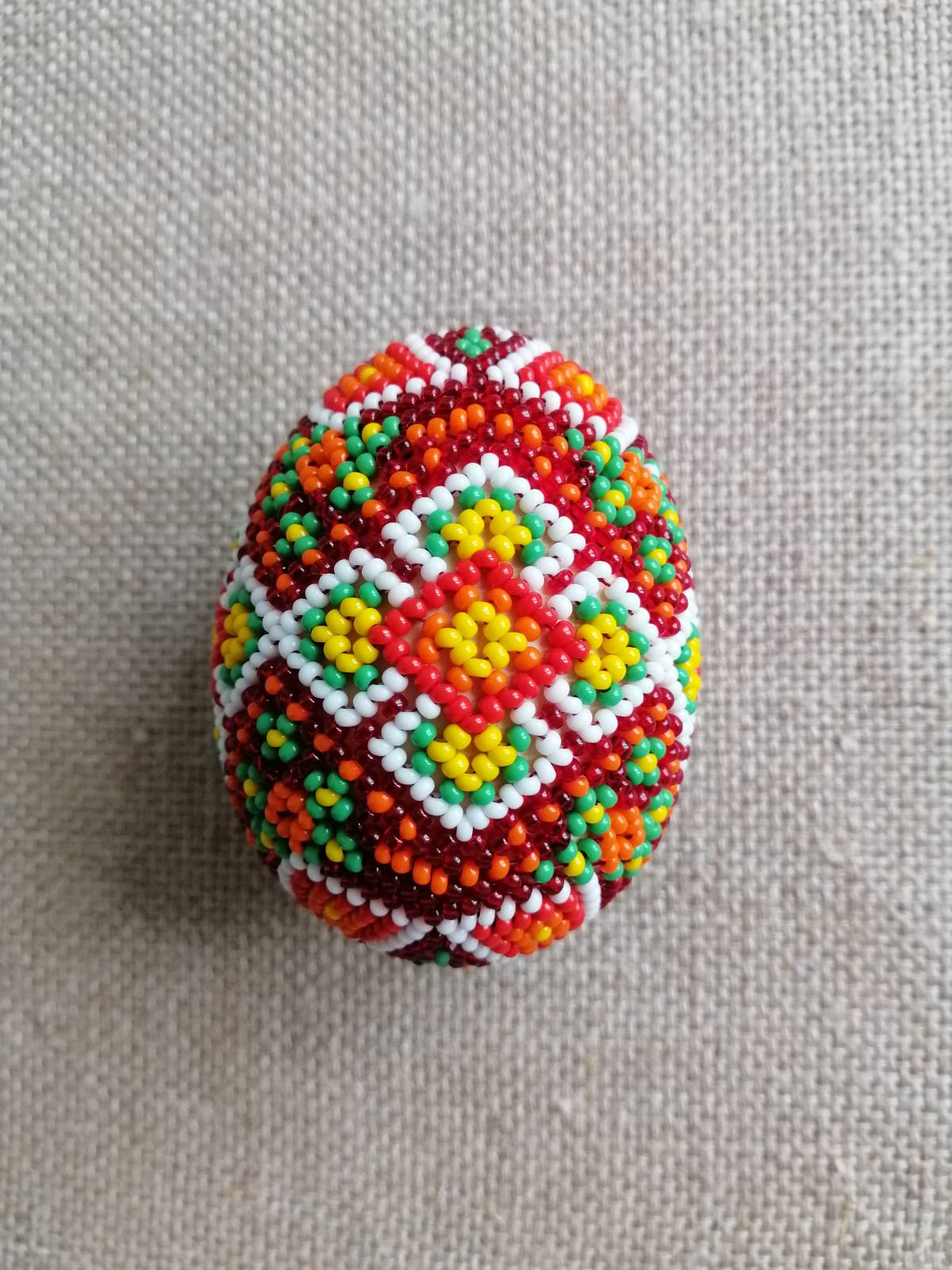
Писанка, виготовлена в техніці Бісероплетіння, майстриня Ірина Білик

Техніка виконання писанок-викладинок була давно забута, збереглися тільки поодинокі зразки таких писанок. Натомість майстриня Лариса Канюка відновила давню технологію виготовлення бісерних писанок. Для виконання орнаменту простір на писанці необхідно розраховувати дуже точно. І в 1992 році продемонструвала витвори мистецтва на Міжнародному фестивалі писанкарів України.

## Звичаєвість, пов'язана з писанкою
Писанку за всіх часів дарували на знак перемир'я, побажання здоров'я, краси, сили, врожаю. Застосовували як запобіжний засіб від стихійного лиха, пожежі, грому, для лікування різних хвороб, від переляку, наговору. Писанку качали по зелені й закопували в землю на ниві, щоб хліб колосився і не поліг. Їх підкладали під вулик, щоб роїлися бджоли.
За українським народним повір'ям, шкаралупу від великодніх яєць належить викидати у воду. Рівно через рік шкаралупки допливуть у країну благочесних християн рахманів, які не вміють лічити час і дізнаються коли святкувати Великдень тільки за цими шкарлупками. Згідно з закарпатським повір'ям, поки пишуть писанки, доти поганська віра буде «прикута».

## Вшанування

### Пам'ятки, пам'ятники та музеї писанок
- У канадському місті Веґревілі, провінції Альберта, велику частину населення якого становлять канадські українці, за проектом художника Павла Цимбалюка створено дванадцятиметровий пам'ятник українській писанці, що за розміром дорівнює триповерховому будинкові. Пасхальне яйце з алюмінію створене в 1974 році[6]. Щороку в липні у цьому містечку відбувається Український фестиваль писанки.
- Українську писанку було внесено до Репрезентативного списку нематеріальної культурної спадщини людства на сесії ЮНЕСКО.[40]
- Єдиний у світі музей писанки збудовано в місті Коломия. Частиною музею є пам'ятник писанці, висота якого сягає 13,5 метрів.[41]
- Найбільшим монументом у вигляді писанки планувалася оглядова вежа «Писанка над Львовом» заввишки 40-50 м, котру пропонувалося спорудити на Замковій горі[42][43]. Проєкт, вперше представлений у 2006 році[44], так і лишився нездійсненим.
- Найдавніші українські писанки, які вдалося зберегти до нашого часу, знаходяться у колекції Національного музею українського народного декоративного мистецтва. Частина з них представлена в експозиції.
- Також в Україні знаходиться пам'ятний знак українській писанці в с. Доброгостів Львівської області.
- У Миколаєві Львівської області є каплиця «Писанка», яка розташована на найвищій точці біля міста на Адамовій горі (інші назви — Високий камінь, Галя). Споруджена у 2002 році. Автором «Писанки» є львівський архітектор Костянтин Малярчук. Дорогою до каплиці проходить хресна дорога.[45]

Галерея
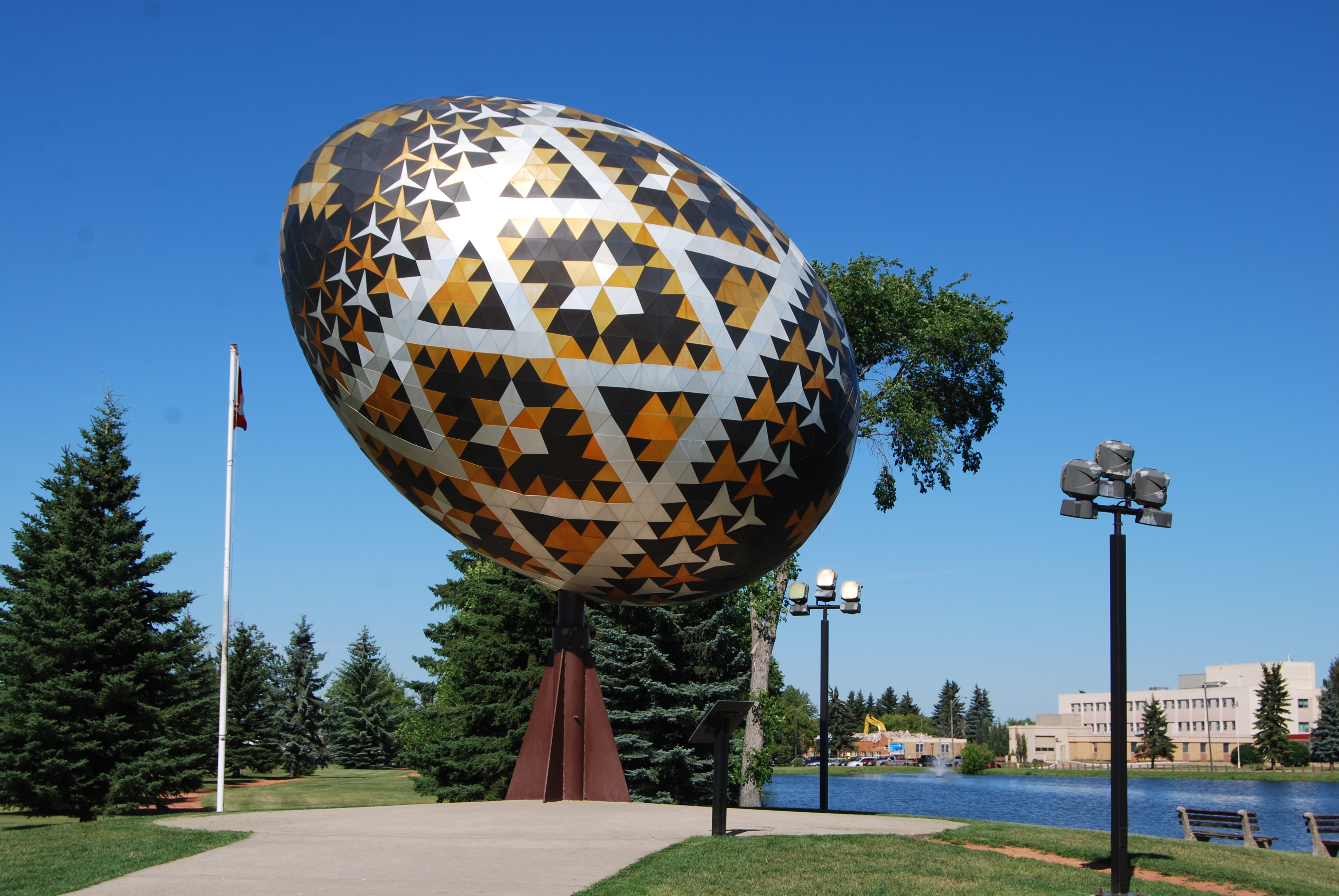
Найбільша у світі писанка, Веґревіль, Канада
Музей писанки у Коломиї
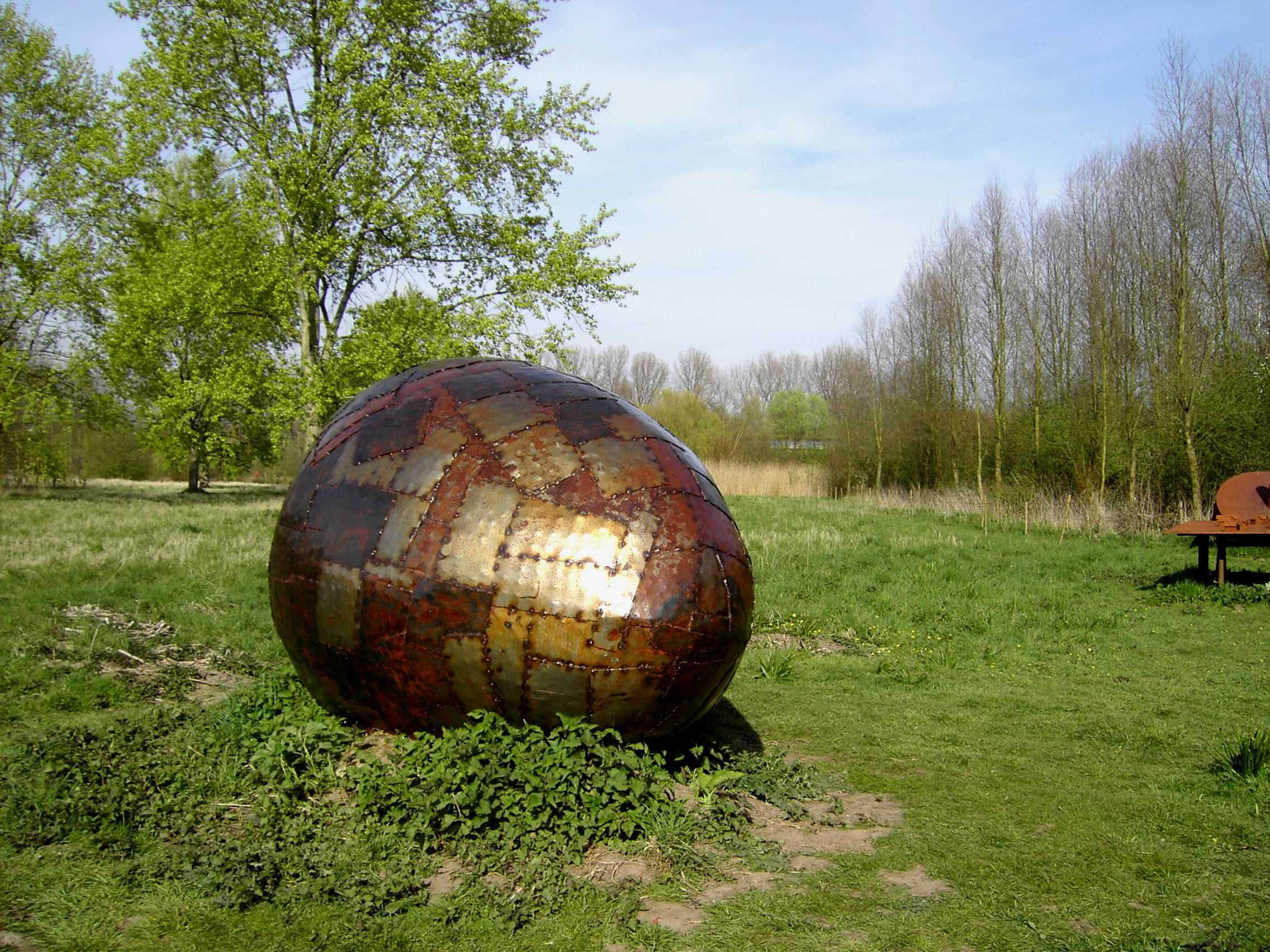
Залізна «писанка» у Нойсі, Північний Рейн-Вестфалія, Німеччина
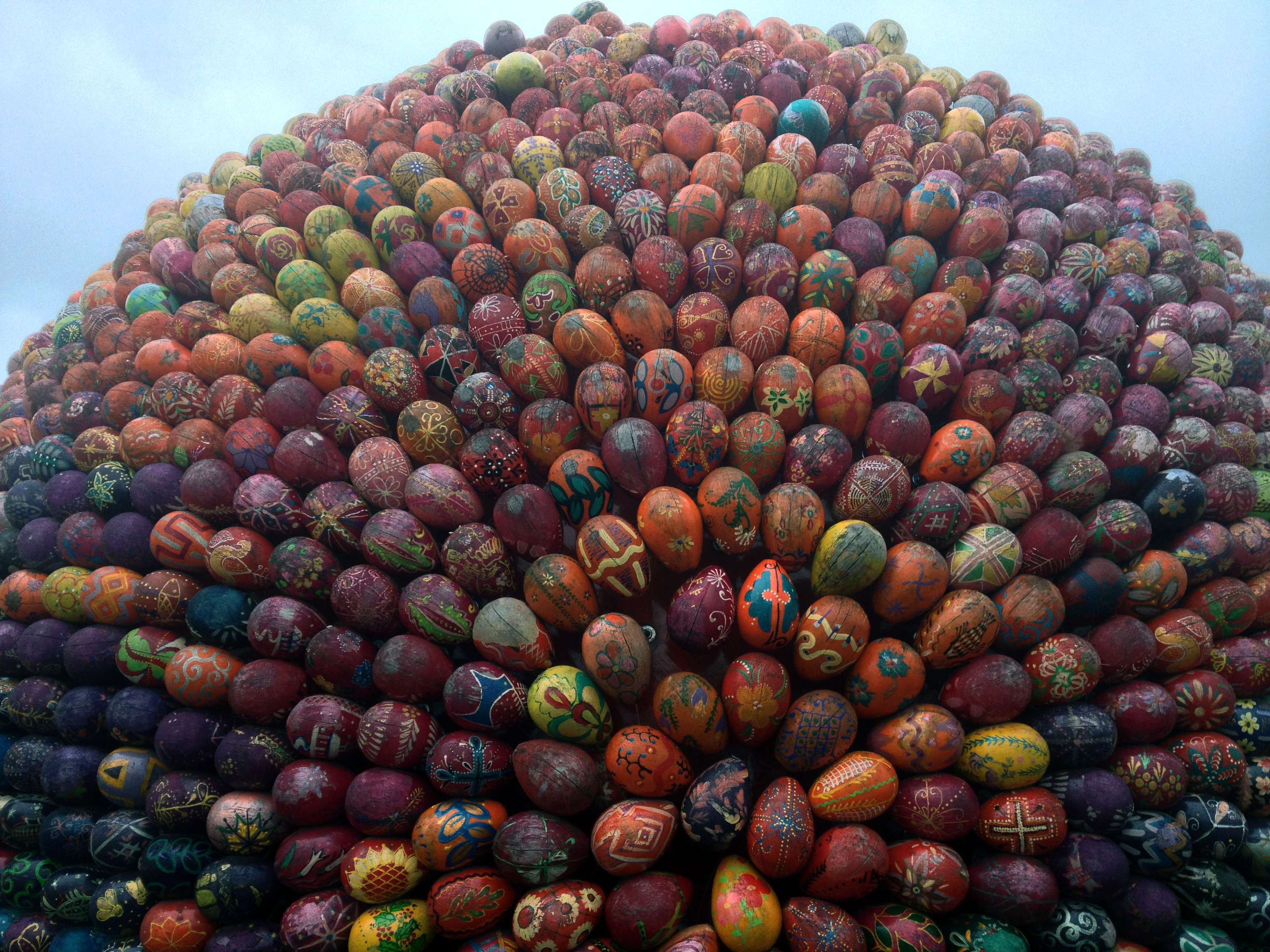
Скульптура з писанок у Києві, 2012 рік
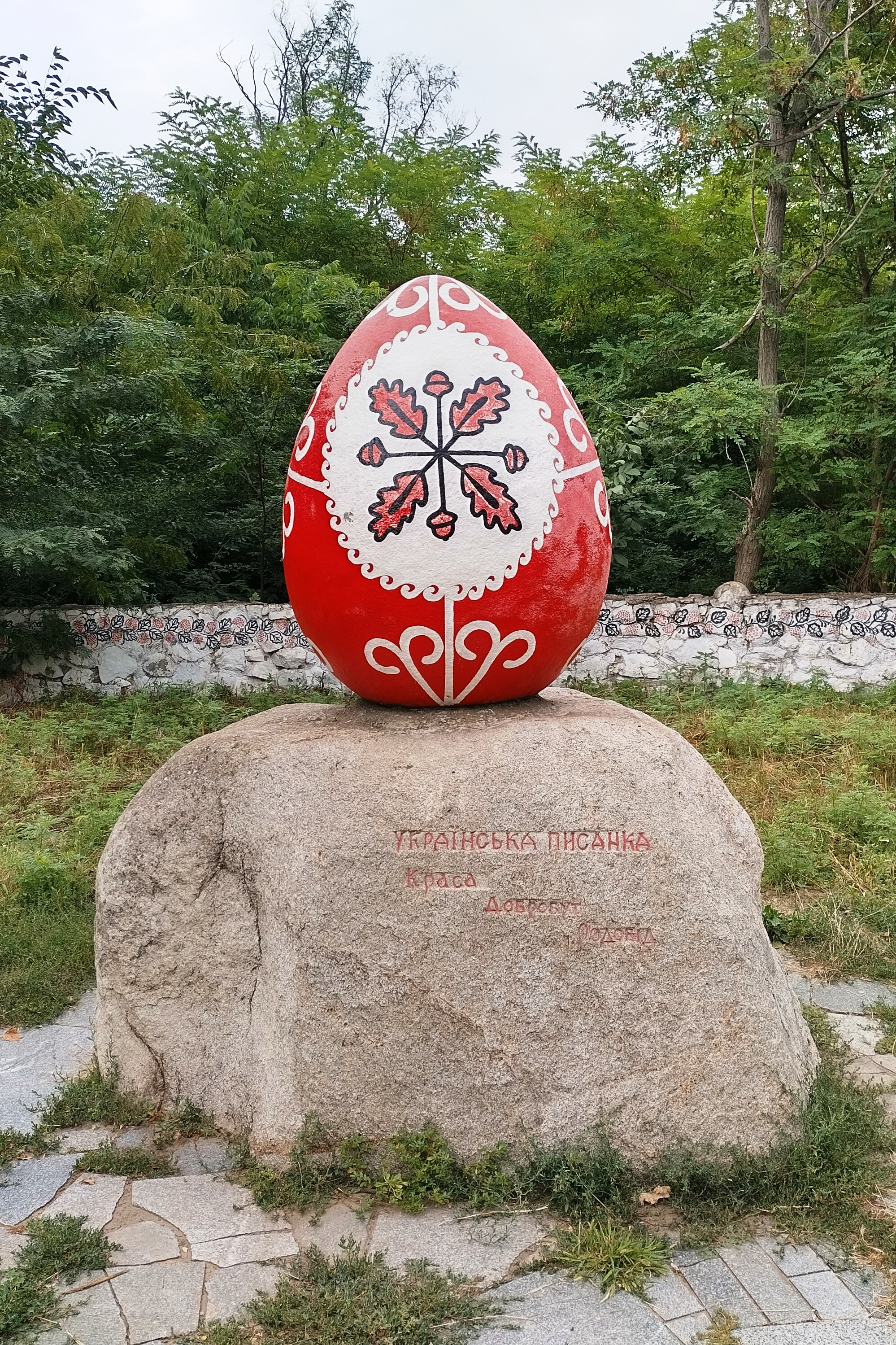
Пам'ятник українській писанці на острові Хортиця
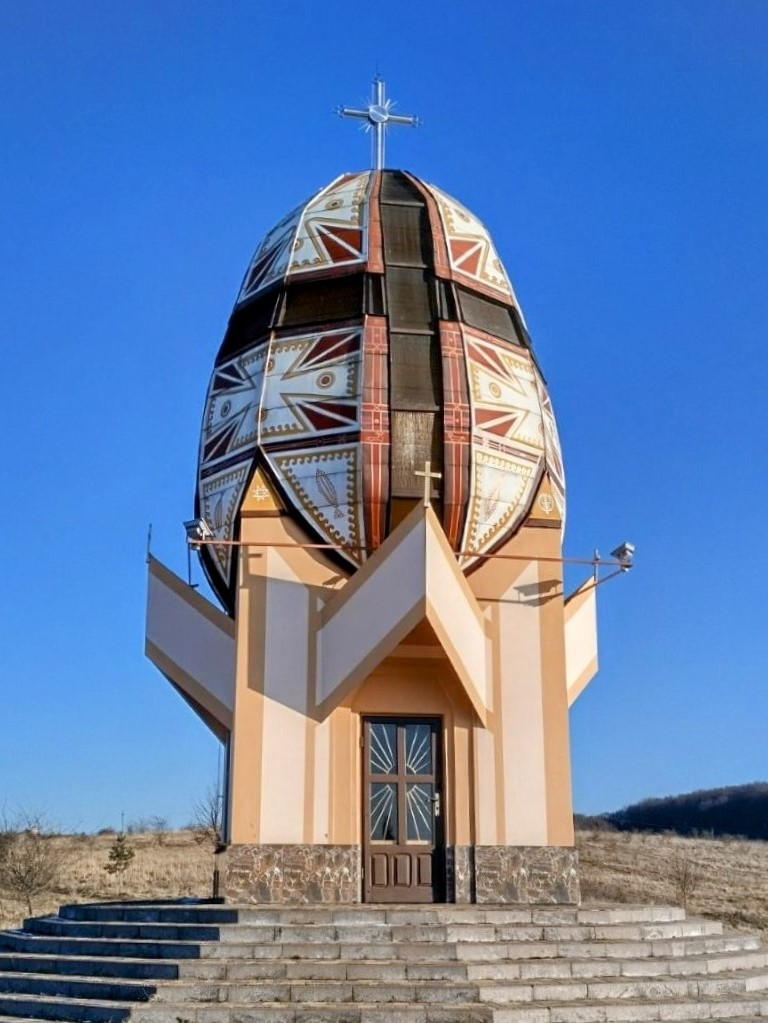
Каплиця «Писанка» у Миколаєві

### Монети
16 квітня 2009 року Національний банк України ввів у обіг дві пам'ятні монети «Українська писанка» номіналом 20 гривень зі срібла та «Українська писанка» номіналом 5 гривень із нейзильберу.

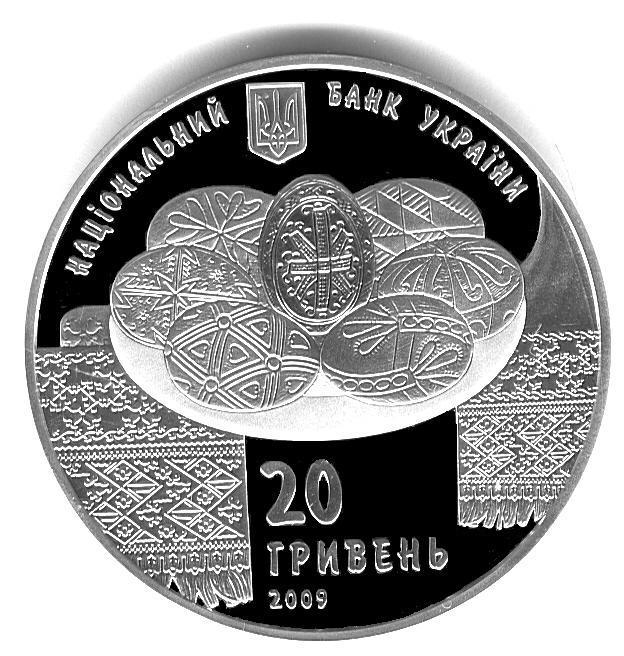
«Українська писанка» зі срібла (аверс)
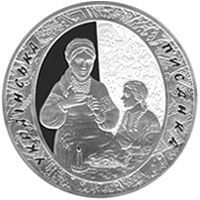
«Українська писанка» зі срібла (реверс)
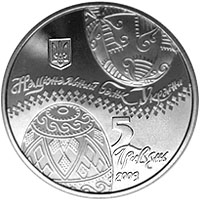
«Українська писанка», нейзильбер (аверс)
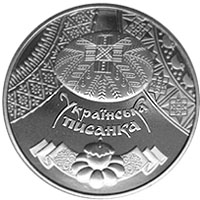
«Українська писанка», нейзильбер (реверс)

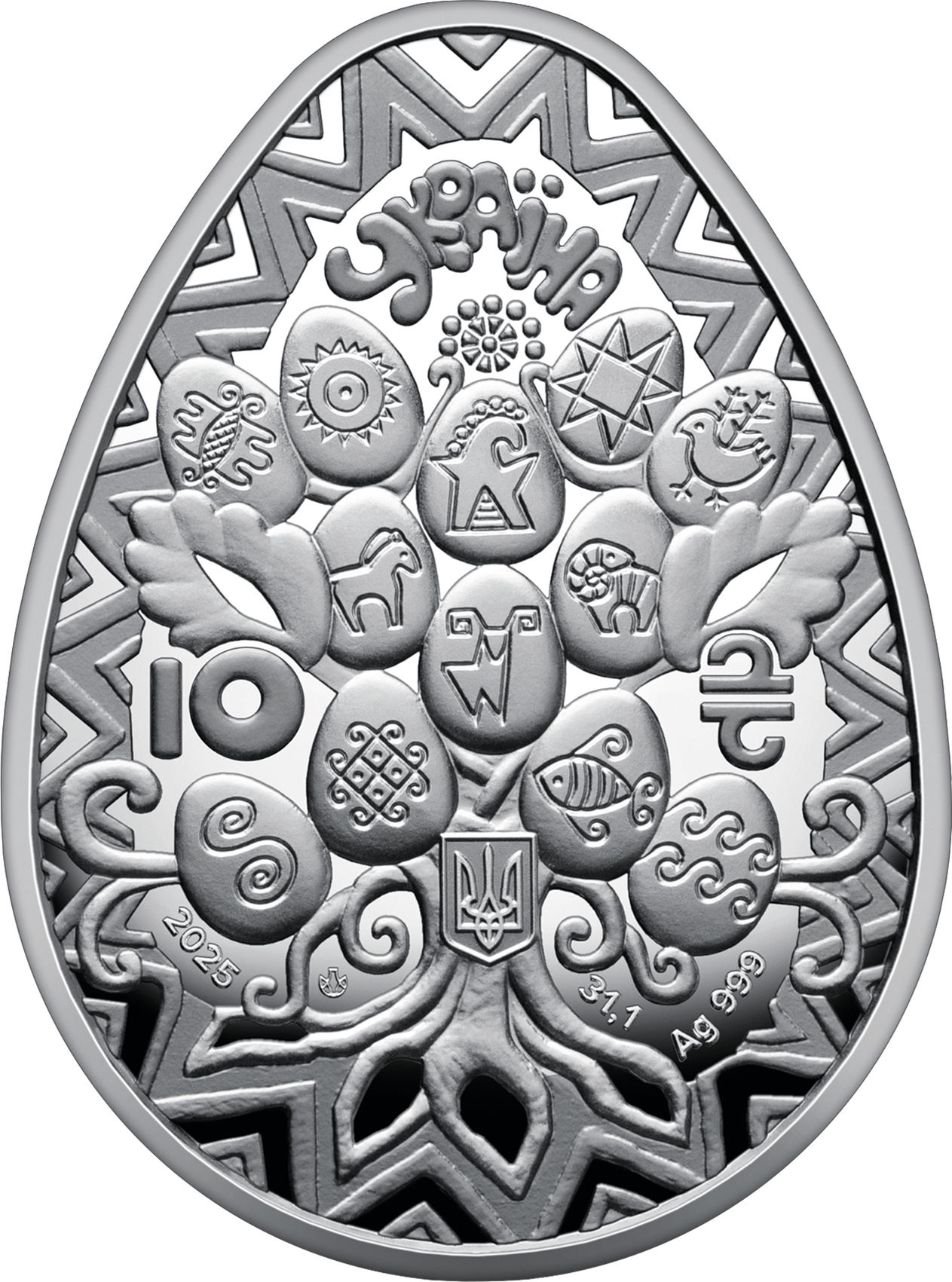
«Великодня радість. Писанка» зі срібла (аверс)
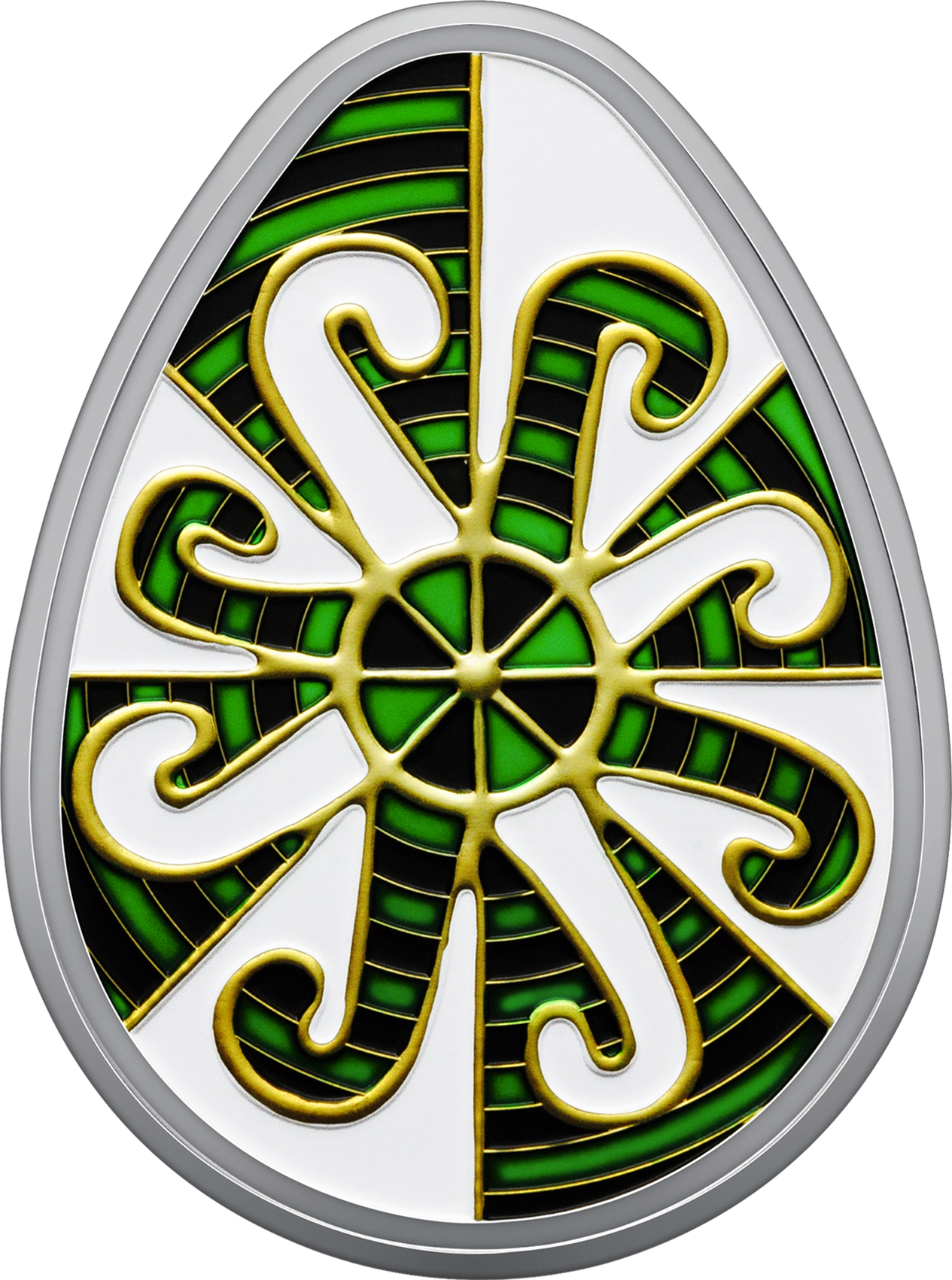
«Великодня радість. Писанка» зі срібла (реверс)

Королівський монетний двір Канади презентував випуск 20 лютого 2016 року одноунцієвої срібної монети «Традиційна українська писанка». Це стане першим досвідом використання канадським монетним двором яйцеподібної форми при створенні монет. Ескізи для цієї яскравої монети розробила канадська художниця українського походження Енн Мораш.
17 квітня 2025 року в Україні введена в обіг монета «Великодня радість. Писанка» у формі овоїда з використанням техніки тамподруку.

## Фестивалі писанок
У Львові:

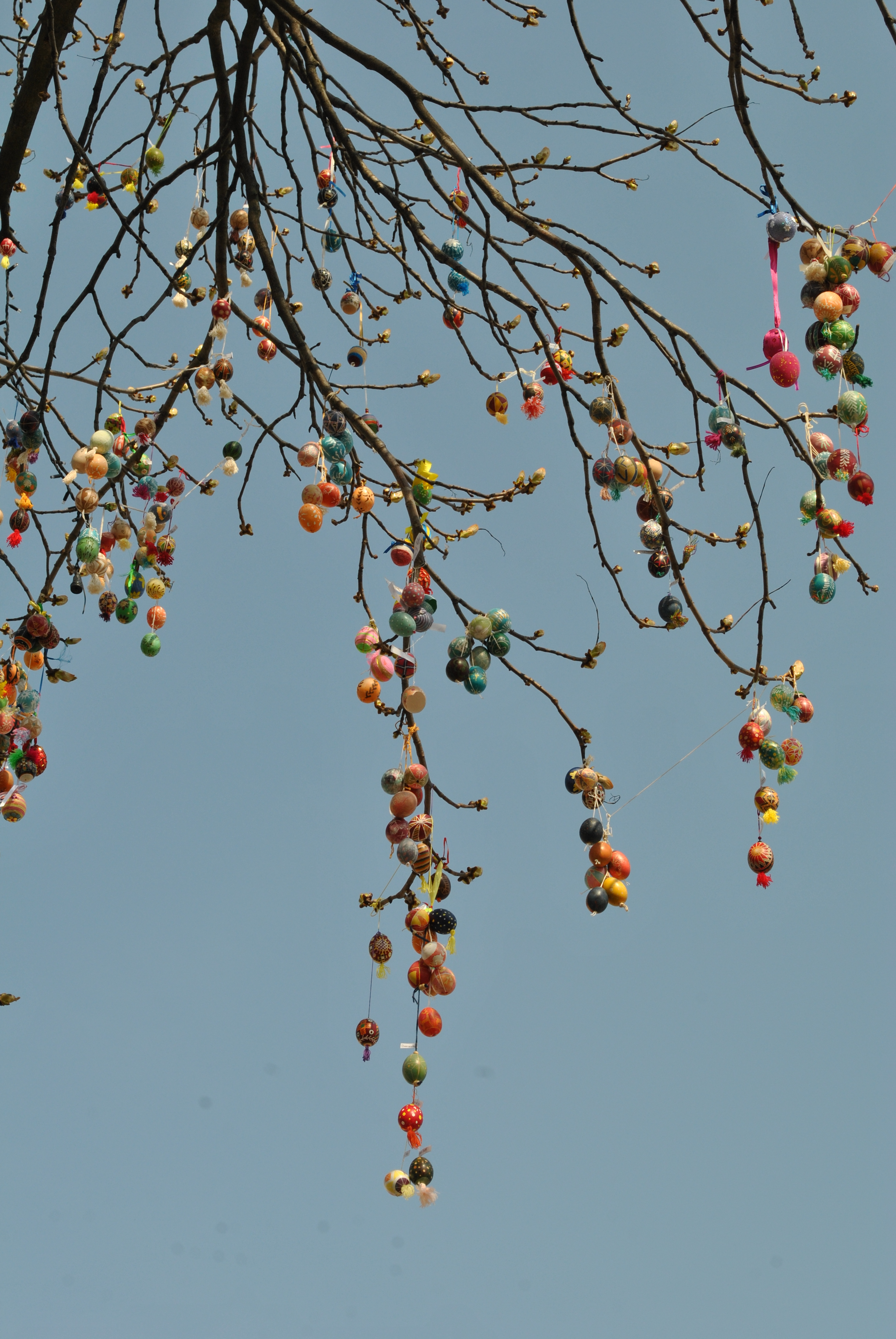
Дерево, завішене писанками, у Тернополі

«Фестиваль писанок» у Львові — це родинний захід, що прославляє тисячолітні традиції святкування найсвітлішого свята у християнському світі. Головною ідеєю Фестивалю є популяризація великодніх традицій та прикрашання міста Лева за допомогою невід'ємного символу Великодня — Писанки. Організатор: компанія з організації подій «Дік-Арт». Як зазначив директор фестивалю Андрій Сидор:
|  | Проводячи цей Фестиваль ми прагнемо наповнити Львів передвеликоднім настроєм, щоб по цілому місту можна було побачити символ Великодня — писанку |

ІІІ фестиваль писанок у Львові відбувся з 6 квітня по 6 травня 2013 р. У цей період увесь Львів перетворився на «Музей Писанки» просто неба, де з різних матеріалів створювалися та оздоблювалися писанки.
Протягом Фестивалю учасники виготовили писанки з шоколаду, повітряних кульок, дерева, квітів та багатьох інших цікавих та неочікуваних матеріалів. Все це розмаїття було встановлено на вулицях і у закладах Львова.
Таким чином, об'єднавшись, усі учасники фестивалю на період святкування одного з найбільших християнських свят створили новий оригінальний «Великодній писанковий туристичний маршрут».
Також під час фестивалю відбувся майстер-клас з розфарбовування писанок. Писанка — це один з найкращих старовинних символів України, маленьке диво, яке кожен може зробити сам!
В Ужгороді:
«Воскресни, писанко!» — обласний фестиваль-конкурс в Ужгороді. Відбувається напередодні Великодня.